# Liste der Biografien/Ng
Liste der Biografien |
Portal Biografien |
Personensuche
# |
A |
B |
C |
D |
E |
F |
G |
H |
I |
J |
K |
L |
M |
N |
O |
P |
Q |
R |
S |
T |
U |
V |
W |
X |
Y |
Z |
?
 
Na |
Nb |
Nc |
Nd |
Ne |
Nf |
Ng |
Nh |
Ni |
Nj |
Nk |
Nl |
Nm |
Nn |
No |
Nr |
Ns |
Nt |
Nu |
Nv |
Nw |
Nx |
Ny |
Nz
Die Liste der Biografien führt alle Personen auf, die in der deutschsprachigen Wikipedia einen Artikel haben. Dieses ist eine Teilliste mit 564 Einträgen von Personen, deren Namen mit den Buchstaben „Ng“ beginnt.

## Ng
- Ng Chee Meng (* 1968), singapurischer Generalleutnant und Politiker
- Ng Hin Wan (* 1958), Kanute aus Hongkong
- Ng Poau Leng, Marylen (* 1987), malaysische Badmintonspielerin
- Ng Tsuen Man (* 1948), Kanute aus Hongkong
- Ng, Andrew (* 1976), chinesisch-US-amerikanischer InformatikerAndrew Ng (* 1976)

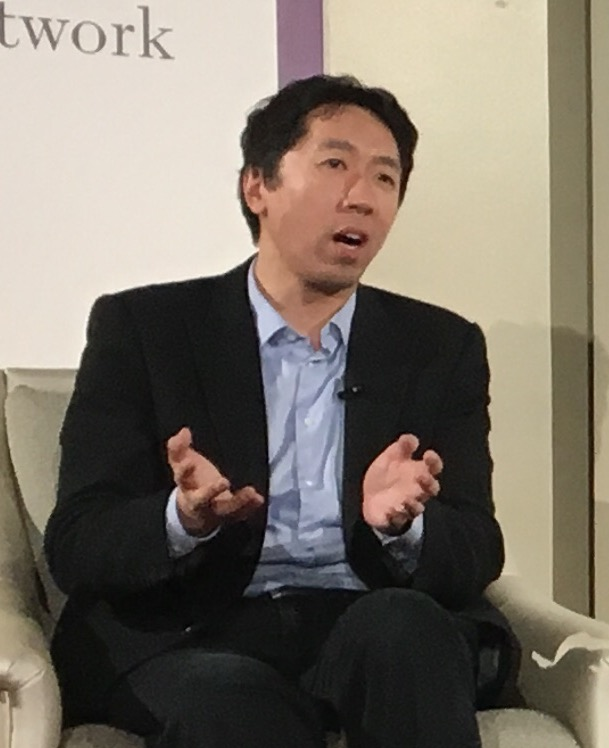
Andrew Ng (* 1976)

- Ng, Arabella (* 2001), hongkong-kanadische Skirennläuferin
- Ng, Billy (* 1940), malaysischer Badmintonspieler
- Ng, Boon Bee (1937–2022), malaysischer Badmintonspieler
- Ng, Carrie (* 1963), chinesische Schauspielerin
- Ng, Celeste (* 1980), US-amerikanische Schriftstellerin
- Ng, Charles (* 1960), chinesisch-US-amerikanischer Serienmörder
- Ng, Charles (* 1984), hongkong-chinesischer Autorennfahrer
- Ng, Ching (* 1977), chinesische Badmintonspielerin (Hongkong)
- Ng, Craig (* 1962), US-amerikanischer Schauspieler, Stuntman und Synchronsprecher
- Ng, Derrick (* 1987), kanadischer Badmintonspieler
- Ng, Elise (* 1981), chinesische Squashspielerin (Hongkong)
- Ng, Emil Man Lun (* 1946), chinesischer Sexualwissenschaftler
- Ng, Eng Hen (* 1958), singapurischer Politiker der People’s Action Party
- Ng, Evelyn (* 1975), kanadische Pokerspielerin
- Ng, Hong Chiok (* 1949), chinesischer Schriftsteller, Übersetzer und Hochschullehrer
- Ng, Hui Ern (* 1991), malaysische Badmintonspielerin
- Ng, Hui Lin (* 1989), malaysische Badmintonspielerin
- Ng, Irene (* 1974), US-amerikanische Schauspielerin
- Ng, Joe (* 1963), kanadischer Tischtennisspieler
- Ng, Joo Ngan (* 1947), malaysischer Radrennfahrer
- Ng, Joo Pong (* 1946), malaysischer Radrennfahrer
- Ng, Josiah (* 1980), malaysischer Bahnradsportler
- Ng, Ka Fung (* 1992), hongkong-chinesischer Sprinter
- Ng, Ka Long (* 1994), chinesischer Badmintonspieler (Hongkong)
- Ng, Kean Kok, malaysischer Badmintonspieler
- Ng, Kin Veng (* 1968), macauischer Automobilrennfahrer
- Ng, Kwan-yau (* 1997), chinesische Tennisspielerin (Hongkong)
- Ng, Man-ying (* 1996), chinesische Tennisspielerin (Hongkong)
- Ng, Mary (* 1969), kanadische Politikerin
- Ng, Mee Fen (* 1982), malaysische Badmintonspielerin
- Ng, Mei Ling, malaysische Badmintonspielerin
- Ng, Michelle (* 1987), chinesische Schauspielerin, Filmproduzentin, Fernsehmoderatorin und Model
- Ng, Moon Hing (* 1955), malaysischer Bischof
- Ng, Nigel (* 1991), chinesisch-malaysischer Komiker und Webvideoproduzent
- Ng, On Yee (* 1990), chinesische SnookerspielerinNg On Yee (* 1990)

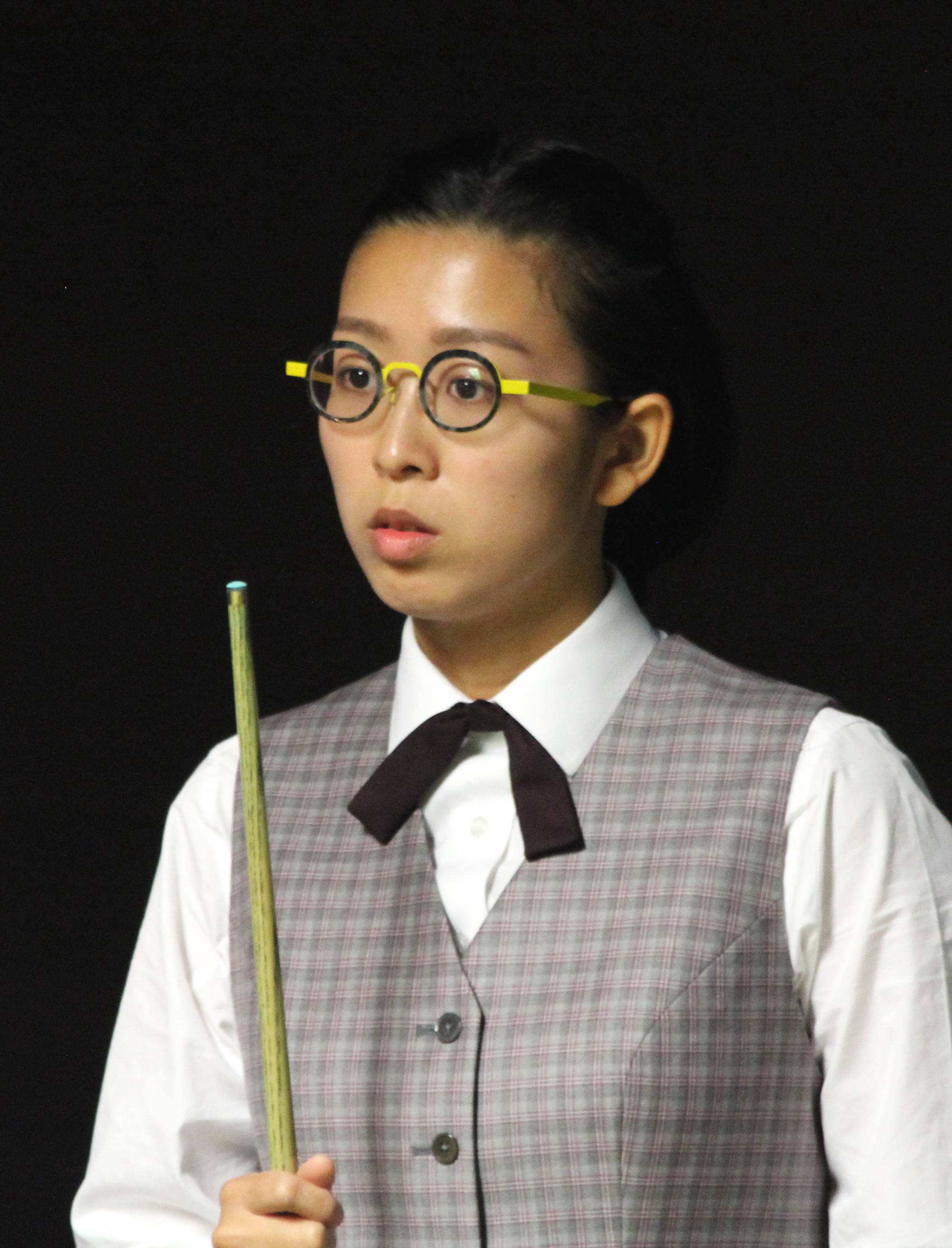
Ng On Yee (* 1990)

- Ng, Pak Kum (* 1968), chinesischer Badmintonspieler (Hongkong)
- Ng, Pak Nam (* 1998), hongkong-chinesischer Tischtennisspieler
- Ng, Richard (1939–2023), chinesischer Schauspieler
- Ng, Richard (* 1966), malaysischer Geistlicher und römisch-katholischer Bischof von Miri
- Ng, Robert (* 1952), chinesischer Unternehmer
- Ng, Ron Cheuk Hai (* 1979), chinesischer Schauspieler und Sänger
- Ng, San Tiong Roland, singapurischer Diplomat und Unternehmer
- Ng, Serena (* 1959), kanadisch-US-amerikanische Wirtschaftswissenschaftlerin
- Ng, Sylvia (* 1949), malaysische Badmintonspielerin
- Ng, Tat Wai (* 1947), malaysischer Badmintonspieler
- Ng, Taylor (* 1995), US-amerikanische Tennisspielerin
- Ng, Teng Fong (1928–2010), singapurischer Unternehmer
- Ng, Toby (* 1985), kanadischer Badmintonspieler
- Ng, Tsz Yau (* 1998), chinesische Badmintonspielerin (Hongkong)
- Ng, Tze Yong (* 2000), malaysischer Badmintonspieler
- Ng, Wei (* 1981), chinesischer Badmintonspieler (Hongkong)
- Ng, Wing Nam (* 1992), hongkong-chinesische Tischtennisspielerin
- Ng, Yan Yee (* 1993), malaysische Wasserspringerin
- Ng, Yew-Kwang (* 1942), Ökonom
- Ng, Yong Li (* 1985), malaysischer Bahn- und Straßenradrennfahrer

### Nga
- Ngā Wai Hono i te Pō (* 1997), māorische KöniginNgā Wai Hono i te Pō (* 1997)

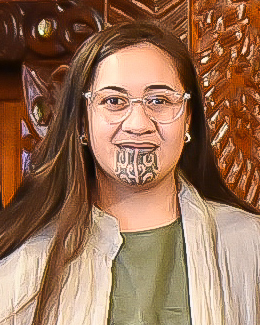
Ngā Wai Hono i te Pō (* 1997)

- Nga, Marie-Philomène, französisch-kamerunische Schauspielerin
- Ngabo, Sanders (* 2004), dänischer Fußballspieler
- Ngabu, Faustin (* 1935), kongolesischer Geistlicher, emeritierter Bischof von Goma
- Ngabu, Yves (* 1988), belgischer Boxer
- Ngache, Eulogio (* 1971), äquatorialguineischer Sprinter
- N’Gadé Nana Hadiza Noma Kaka (* 1956), nigrische Politikerin und Diplomatin
- Ngadeu-Ngadjui, Michael (* 1990), kamerunischer Fußballspieler
- N’Gadi, Alex (* 1990), französisch-ivorischer Fußballspieler
- Ngadjadoum, Paul (* 1957), tschadischer Leichtathlet
- Ngagi Wangpo (1580–1639), 3. Dordrag Rigdzin Chenpo
- Ngah Kebe, Celestine Romed (* 1984), kamerunischer Fußballspieler
- Ngai, Emlyn, kanadischer Geiger und Musikpädagoge
- Ngaite, Obed (* 1967), zentralafrikanischer Radrennfahrer
- Ngakia, Jeremy (* 2000), englischer Fußballspieler
- Ngako, Drusille (* 1987), kamerunische Fußballspielerin
- Ngakoue, Yannick (* 1995), US-amerikanischer American-Football-Spieler
- Ngalalekumtwa, Tarcisius (* 1948), tansanischer Geistlicher, emeritierter römisch-katholischer Bischof von Iringa
- Ngalifourou (1864–1956), Königin der Mbé
- Ngam Mueang (1238–1298), Herrscher von Phayao (1258–1298)
- Ngamaleu, Nicolas Moumi (* 1994), kamerunischer Fußballspieler
- Ngamba, Cindy (* 1998), kamerunische Boxerin (Mittelgewicht)
- Ngambi, Cécile (* 1960), kamerunische Sprinterin
- Ngamije, Daniel, ruandischer Arzt und Politiker
- Ngamukol, Anatole (* 1988), französisch-äquatorialguineischer Fußballspieler
- Ngần Ngọc Nghĩa (* 1999), vietnamesischer Sprinter
- Ngan, Fai (* 1970), chinesische Badmintonspielerin (Hongkong)
- Ngan, Jaclyn (* 1986), US-amerikanische Schauspielerin
- Ngân, Thị Vạn Sự (* 2001), vietnamesische Fußballtorspielerin
- Nganang, Patrice (* 1970), kamerunischer Schriftsteller und Literaturwissenschaftler
- Nganaye, Brigitte (* 1973), zentralafrikanische Mittelstreckenläuferin
- Ngande, Denis (1920–1978), kamerunischer römisch-katholischer Geistlicher und Bischof von Bafoussam
- Ngando, Axel (* 1993), französischer Fußballspieler
- Ngandu Nkashama, Pius (* 1946), kongolesischer Literaturwissenschaftler und Schriftsteller
- Ngandu-Ntumba, Amanda (* 2000), französische Kugelstoßerin
- Nganga a Ndzando, Louis (1923–2014), kongolesischer Geistlicher, römisch-katholischer Bischof
- Ng'ang'a, Anna (* 1971), kenianische Badmintonspielerin
- Nganga, Igor (* 1987), kongolesischer Fußballspieler
- Ngangue, Georges-Claude (* 1958), kamerunischer Boxer
- Nganioni, Louis (* 1995), französischer Fußballspieler
- Nganjone, Ngatukondje (* 1975), namibischer Musiker
- Ngankam, Jessic (* 2000), deutsch-kamerunischer Fußballspieler
- Ngankam, Roussel (* 1993), deutsch-kamerunischer Fußballspieler
- Ngann, Thérèse (1928–2011), kamerunische Modedesignerin
- Ngannou, Francis (* 1986), kamerunischer KampfsportlerFrancis Ngannou (* 1986)

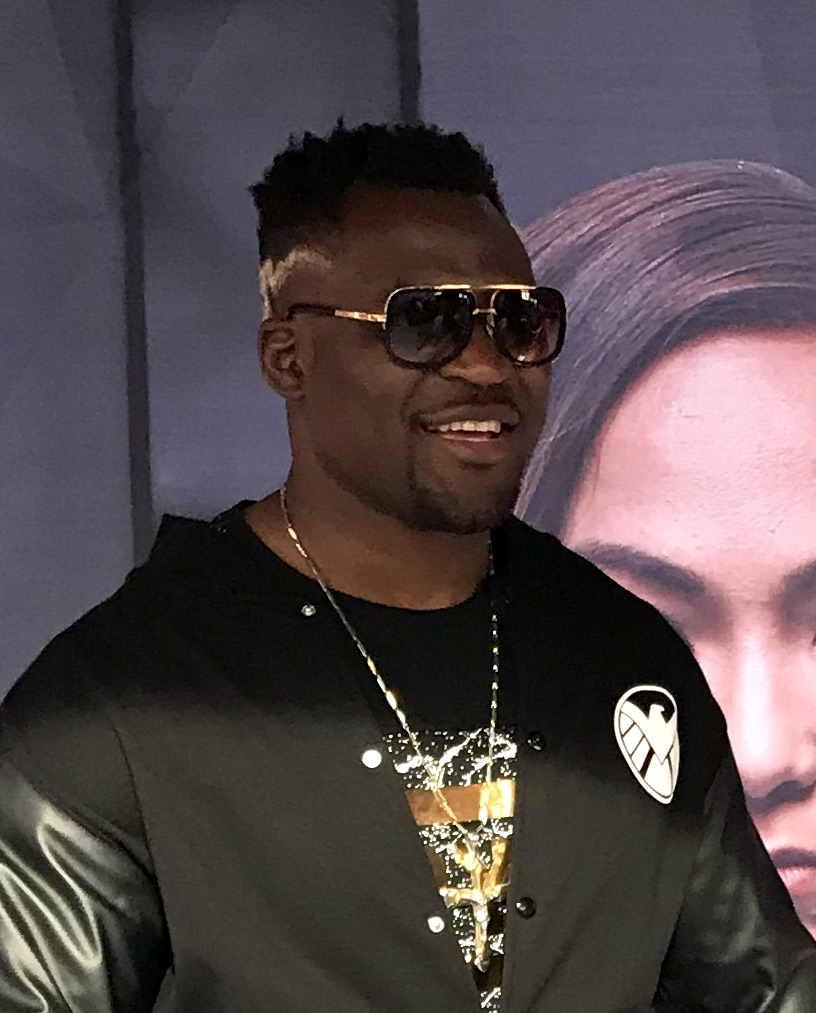
Francis Ngannou (* 1986)

- Ngaow (* 1802), General der Armee des laotischen Königreichs Vientiane
- Ngapandouetnbu, Simon (* 2003), kamerunischer Fußballtorwart
- N’Gapeth, Earvin (* 1991), französischer Volleyball-Nationalspieler
- Ngapoi Ngawang Jigmê (1910–2009), tibetischer PolitikerNgapoi Ngawang Jigmê (1910–2009)

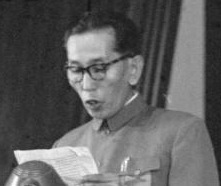
Ngapoi Ngawang Jigmê (1910–2009)

- Ngapoula-Mbembo, Kevin (* 1979), kongolesischer Judoka
- Ngarambe, Yolanda (* 1991), schwedische Leichtathletin
- Ngarava, Richard (* 1997), simbabwischer Cricketspieler
- Ngarewa-Packer, Debbie (* 1966), neuseeländische Politikerin der Māori Party
- Ngari Penchen Pema Wanggyel, tibetischer Gelehrter und Tertön der Nyingma-Tradition des tibetischen Buddhismus
- Ngarimu, Ranui (* 1946), neuseeländische Weberin und Autorin
- Ngarlemdana, Carine (* 1994), tschadische Judoka
- Ngarmpun Vejjajiva (* 1963), thailändische Autorin
- N’Gartéri Mayadi, Matthias (1942–2013), tschadischer Geistlicher, römisch-katholischer Erzbischof von N’Djamena
- Ngaska, Gabrielle (* 1988), kamerunische Fußballspielerin
- Ngassa, Terrence (* 1974), kamerunischer Jazzmusiker (Trompete, Gesang)
- Ngassongo, Urbain (* 1961), kongolesischer Geistlicher, römisch-katholischer Bischof von Gamboma
- Ngata, Apirana (1874–1950), neuseeländischer Politiker
- Ngata, Haloti (* 1984), US-amerikanischer American-Football-Spieler
- Ngata, Harry (* 1971), neuseeländischer Fußballspieler
- Ngatai-Melbourne, Tioreore, neuseeländische Schauspielerin
- Ngatjizeko, Immanuel (1952–2022), namibischer Politiker (SWAPO) und Minister
- Ngatjizeko, Jamunovandu (* 1984), namibischer Fußballspieler
- N’Gatta, Ange Loïc (* 2003), französisch-ivorischer Fußballspieler
- Ngauamo, Jessyka (* 1995), australische Beachvolleyballspielerin
- Ngava, Seni (* 1983), salomonischer Fußball- und Beachsoccer-Spieler
- Ngaviliau, Bernard Martin (1917–2005), tansanischer Ordensgeistlicher, römisch-katholischer Bischof von Sansibar
- Ngavirue, Zed (1933–2021), namibischer Diplomat
- Ngawang Chökyi Wangchug Thrinle Gyatsho, 7. Jebtsundamba Khutukhtu
- Ngawang Jampel Deleg Gyatsho (1722–1777), tibetischer Trülku und Politiker
- Ngawang Jampel Tshülthrim Gyatsho (1792–1854), Regent in Tibet
- Ngawang Kalsan (1866–1936), tibetischer buddhistischer Mystiker
- Ngawang Khyenrab Thubten Legshe Gyatsho (1920–2007), buddhistischer Geistlicher
- Ngawang Künga Sönam (* 1597), Geistliche der Sakya-Tradition des tibetischen Buddhismus und 27. Sakya Thridzin
- Ngawang Künga Thegchen Pelbar (* 1945), 41. Sakya Thridzin
- Ngawang Lobsang Chöden (1642–1714), Geistlicher des tibetischen Buddhismus, Autor, kuutuktu
- Ngawang Lobsang Gyatsho (1617–1682), fünfter Dalai LamaNgawang Lobsang Gyatsho (1617–1682)

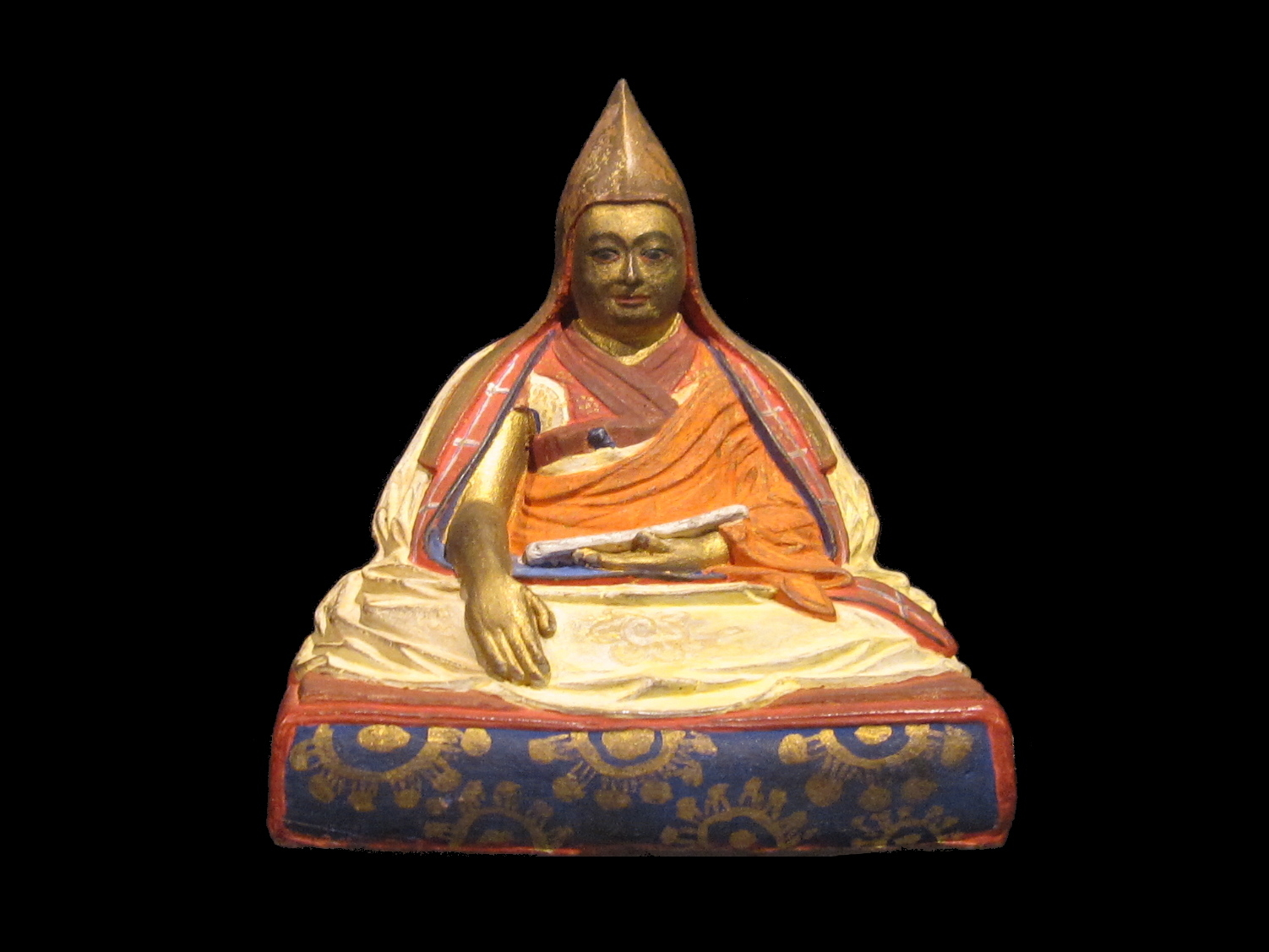
Ngawang Lobsang Gyatsho (1617–1682)

- Ngawang Lobsang Tenpe Gyeltshen (* 1864), Geistlicher des tibetischen Buddhismus und Regent Tibets
- Ngawang Lodrö Dragpa (1920–1975), Gelehrter der Jonang-Schulrichtung des tibetischen Buddhismus; Verfasser einer Geschichte des Jonang-Ordens
- Ngawang Thrinle Gyatsho (1688–1738), tibetischer Mönch
- Ngawang Tshülthrim (1721–1791), 1. Tshemönling-Regent
- Ngawang Tsöndrü (1648–1721), Geistlicher des tibetischen Buddhismus, Gründer des Klosters Labrang, 1. Jamyang Shepa
- Ngayap Hambou, Maxime-Gaël (* 2001), französischer Judoka

### Ngb
- N’Gbakoto, Yeni (* 1992), kongolesischer Fußballspieler
- N’gbo Aké, Gilbert Marie (* 1955), ivorischer Wirtschaftswissenschaftler und Politiker
- Ngbogo, Valentin (* 1969), zentralafrikanischer Sprinter
- Ngboko Ngombe, Ernest (* 1964), kongolesischer Ordensgeistlicher und römisch-katholischer Erzbischof von Mbandaka-Bikoro

### Ngc
- Ngcala, Ono (* 1974), südafrikanischer Sänger und Rapper
- Ngcobo, Abednigo (1950–2014), südafrikanischer Fußballspieler
- Ngcobo, Gabi (* 1974), südafrikanische Kuratorin, Künstlerin und Hochschullehrerin
- Ngcobo, Sandile (* 1953), südafrikanischer Juristin, Vorsitzender Richter des Verfassungsgerichts der Republik Südafrika
- Ngcongca, Anele (1987–2020), südafrikanischer Fußballspieler
- Ngcukana, Christopher (1927–1993), südafrikanischer Jazzmusiker
- Ngcukana, Duke (1948–2011), südafrikanischer Jazzmusiker, Chorleiter, Komponist und Lehrer
- Ngcukana, Ezra (1954–2010), südafrikanischer Jazzmusiker

### Nge
- Ngedup, Sangay (* 1953), bhutanischer Politiker
- Ngee, deutscher Rapper
- Ngelel, Thomas (* 1984), kenianischer Marathonläufer
- Ngema, Khosi (* 1999), südafrikanische Schauspielerin, Sängerin und Songwriterin
- Ngemera, Ahmada Rweyemamu (* 1950), tansanischer Diplomat
- Ngendandumwe, Pierre (1930–1965), burundischer Politiker und Premierminister
- Ngeno, John (* 1953), kenianischer Langstreckenläufer
- Ngeno, John (* 1976), kenianischer Marathonläufer
- Ngeny, Noah (* 1978), kenianischer Mittelstreckenläufer und Olympiasieger
- Ngeny, Paul Kipkemboi (* 1980), kenianischer Marathonläufer
- Ngernsrisuk, Patapol (* 1980), thailändischer Badmintonspieler
- Nget, Kebba B., gambischer Politiker
- Ngetich, Agnes Jebet (* 2001), kenianische Langstreckenläuferin
- Ngetich, David (* 1972), kenianischer Marathonläufer
- Ngetich, Hyvon (* 1985), kenianische Marathonläuferin
- Ngetich, Joel (* 1955), kenianischer Sprinter und Mittelstreckenläufer
- Ngetich, Josephat Kipkurui (* 1986), kenianischer Marathonläufer
- Ngetich, Samson Kiplangat (* 1986), kenianischer Biathlet und Leichtathlet
- Ngeze, François, burundischer Politiker und Präsident

### Ngg
- Nggawa, Darius (1929–2008), indonesischer Theologe und Bischof von Larantuka

### Ngh
- Nghaangulwa, Hilja, namibische Bischöfin der Evangelisch-Lutherischen Kirche in Namibia (ELKIN)
- Nghidinwa, Rosalia (1952–2018), namibische Politikerin
- Nghiem, Saran (* 2003), englische Squashspielerin
- Nghimtina, Erkki (* 1948), namibischer Politiker, SWAPO-Mitglied, Abgeordneter, Minister
- Nghipondoka, Anna (* 1957), namibische Politikerin
- Nghtmre (* 1990), US-amerikanischer Musiker und DJ

### Ngi
- Ngidi, Lungi (* 1993), südafrikanischer Cricketspieler
- Ngii, Alice (* 1993), kenianische Fußballspielerin
- Ngii, Emily Wamusyi (* 1986), kenianische Geherin
- Ngila, Catherine (* 1961), kenianische Chemikerin
- Ngilu, Charity (* 1952), kenianische Geschäftsfrau und Politikerin
- Ngirabatware, Augustin (* 1957), ruandischer Politiker und mutmaßlicher Kriegsverbrecher
- Ngirente, Édouard (* 1973), ruandischer Politiker und Premierminister
- Ngirmang, Gabriela (1922–2007), palauische Friedens- und Anti-Atom-Aktivistin
- Ngirumpatse, Mathieu (* 1939), ruandischer Politiker, mutmaßlicher Beteiligter am Genozid 1994

### Ngj
- Ngjela, Kiço (1917–2002), albanischer kommunistischer Politiker
- Ngjela, Spartak (* 1948), albanischer Jurist, Politiker und Autor

### Ngn
- N’Gnamé, Paulin Kouabénan (1962–2008), ivorischer Geistlicher, Bischof von San Pedro-en-Côte d’Ivoire, Elfenbeinküste
- Ngnipoho-Pokam, Crystelle-Ida (* 1987), kamerunische Fußballspielerin
- Ngnoubamdjum, Siyou Isabelle (* 1968), kamerunische Gospelsängerin und Chorleiterin

### Ngo
- Ngô Đình Diệm (1901–1963), erster Präsident von SüdvietnamNgô Đình Diệm (1901–1963)

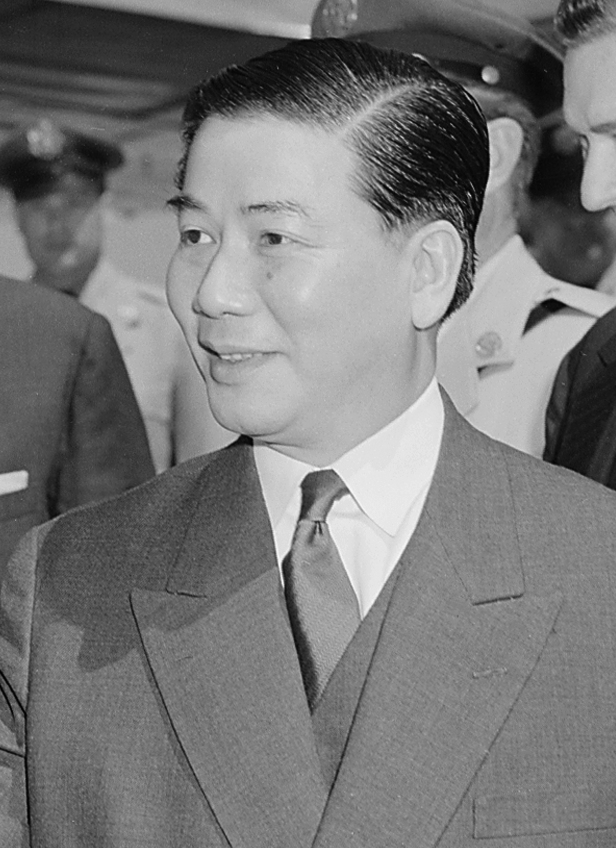
Ngô Đình Diệm (1901–1963)

- Ngô Đình Nhu (1910–1963), vietnamesischer Politiker, Innenminister von Südvietnam
- Ngô Đình Thục, Pierre Martin (1897–1984), vietnamesischer Geistlicher, Titularerzbischof von Bulla Regia und Erzbischof von Hue
- Ngo Ndom, Annette (* 1985), kamerunische Fußballspielerin
- Ngo Ndoumbouk, Marlyse Bernadett (* 1985), kamerunische Fußballspielerin
- Ngo Nyepel, Olive Christelle (* 1995), äquatorialguineische Fußballspielerin
- Ngô Quang Kiệt, Joseph (* 1952), vietnamesischer Geistlicher, emeritierter Erzbischof von Hanoi
- Ngô Quyền (897–944), General und König von Viet Nam
- Ngô Sĩ Liên, vietnamesischer Gelehrter und Historiker zur Zeit der Le-Dynastie
- Ngô Thị Bích Loan (* 1977), vietnamesischer Flüchtling und Doku-Reihen-Hauptdarstellerin
- Ngô Văn Chiêu (1878–1932), Religionsstifter und Cao Đài-Papst
- Ngo, Anh-Linh (* 1974), Architekturtheoretiker, Kurator und Chefredakteur
- Ngô, Bảo Châu (* 1972), vietnamesisch-französischer Mathematiker
- Ngô, Đình Khôi (1885–1945), vietnamesischer katholischer Politiker
- Ngô, Đình Nại (* 1981), vietnamesischer Karambolagespieler
- Ngô, Nguyen Dung (* 1951), vietnamesischer Exilautor
- Ngô, Quang Hải (* 1967), vietnamesischer Schauspieler und Filmregisseur
- Ngô, Thanh Vân (* 1979), vietnamesische SchauspielerinNgô Thanh Vân (* 1979)
- Ngo, The Chau (* 1977), Kameramann

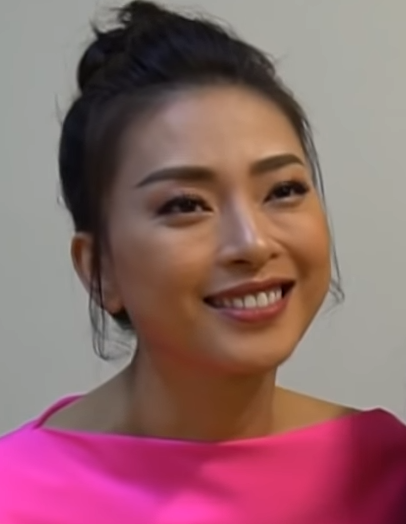
Ngô Thanh Vân (* 1979)

- Ngô, Trí Văn (* 1969), vietnamesischer Herpetologe
- Ngo, Yung (* 1987), deutscher Schauspieler vietnamesischer Herkunft
- Ngọc Hạ (* 1980), vietnamesische Sängerin
- Ngọc Sơn (* 1968), vietnamesischer Sänger und Songwriter
- Ngoepe, Gift (* 1990), südafrikanischer Baseballspieler auf den Positionen des Shortstop und des Second Baseman
- Ngog Chöku Dorje (1036–1102), tibetischer Buddhist der Ngog-Tradition der Kagyü-Linie
- Ngog Legpe Sherab, tibetischer Buddhist der Kadam-Tradition, Gründer des Klosters Sangphu Ne’uthog
- Ngog Loden Sherab (1059–1109), tibetischer Buddhist und bedeutender Übersetzer
- N’Gog, David (* 1989), französischer Fußballspieler
- Ngoga, Martin (* 1968), ruandischer Staatsanwalt, Politiker und Diplomat
- Ngolepus, Joseph (* 1975), kenianischer Marathonläufer
- Ngolepus, Richard (* 1975), kenianischer Marathonläufer
- Ngolok, Evariste (* 1988), kamerunisch-belgischer Fußballspieler
- N’Golomingi, Ndjibu (* 1964), kongolesischer Radrennfahrer
- Ngom Mbekeli Jerome (* 1998), kamerunischer Fußballspieler
- Ngoma Foumanet, Toussaint (* 1975), kongolesischer Ordensgeistlicher, römisch-katholischer Bischof von Dolisie
- Ngoma, Edouard Tsimba (* 1957), kongolesischer römisch-katholischer Ordensgeistlicher, Weihbischof in Kinshasa
- N’Goma, Ferris (* 1993), französisch-kongolesischer Fußballspieler
- N’Goma, Oliver (1959–2010), gabunischer Sänger und Gitarrist
- Ngomateke, Xena (* 1998), französisch-zentralafrikanische Hammerwerferin
- Ngombane, Sisa (* 1956), südafrikanischer Diplomat
- Ngombele, Betchaïdelle (* 2004), kongolesische Handballspielerin
- Ngombo, Maecky (* 1995), belgischer Fußballspieler
- Ngona Ngotsi, Emmanuel (* 1960), kongolesischer römisch-katholischer Ordensgeistlicher, Bischof von Wamba
- N’Gonda, Jalen, US-amerikanischer Soulsänger und SongwriterJalen N’Gonda

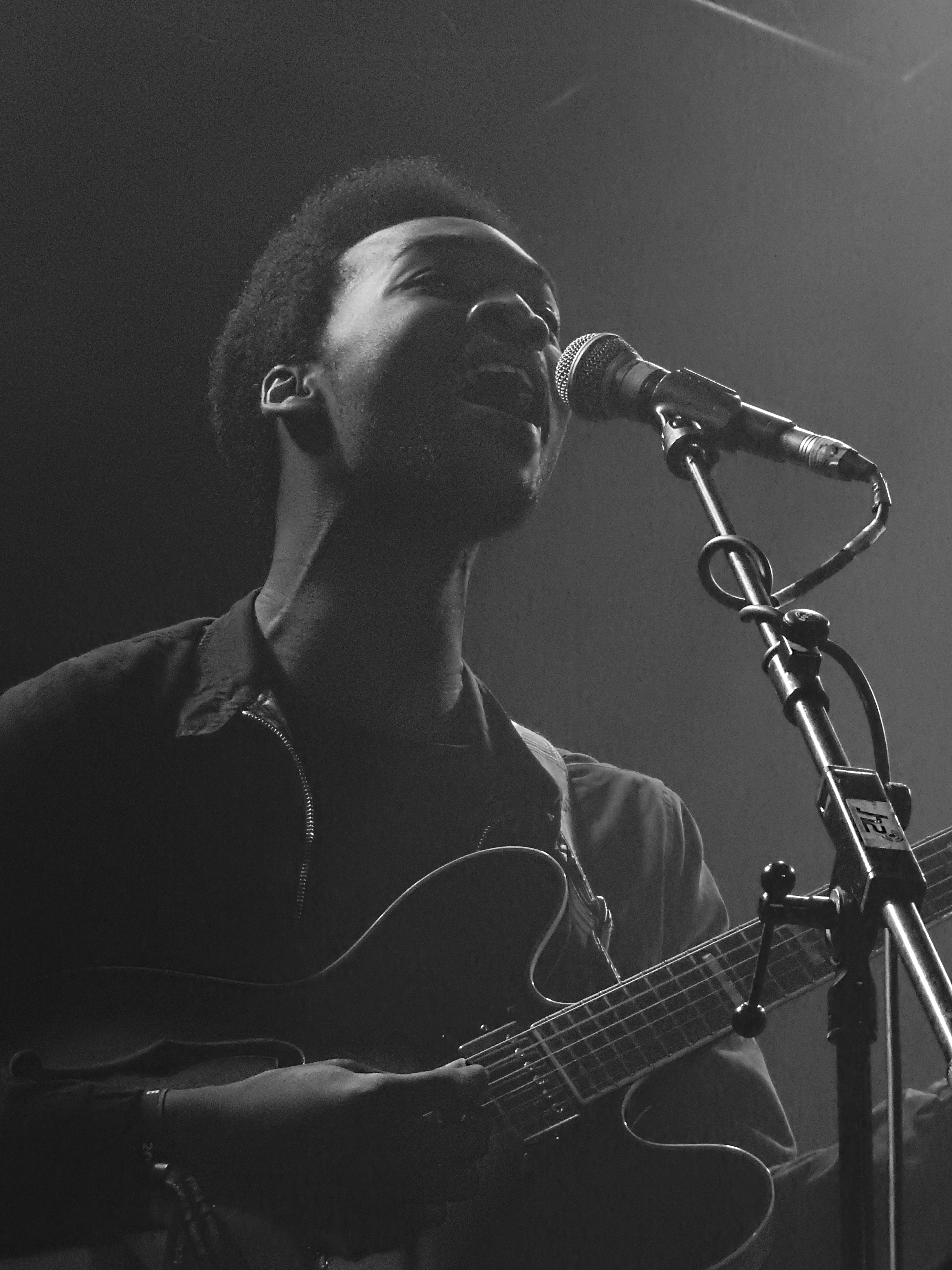
Jalen N’Gonda

- Ngondo, Winright († 2010), sambischer Politiker
- Ngondo-Bayela, Benjamin-David (* 2000), französischer Basketballspieler
- Ngonga Ngomo, Axel-Cyrille (* 1983), deutscher Informatiker und Hochschullehrer
- Ngongang, Yves (* 1977), deutsch-kamerunischer Fußballspieler
- Ngonge, Cyril (* 2000), belgischer Fußballspieler
- Ngongo, Joseph Mopepe (* 1966), kongolesischer römisch-katholischer Geistlicher, Bischof von Molegbe
- Ngongo, René (* 1961), kongolesischer Biologe und Ökologe
- Ngongoa, Marlyne Sarah (* 1983), kamerunische Weitspringerin
- Ngonyani, Bruno Pius (* 1945), tansanischer Geistlicher und emeritierter römisch-katholischer Bischof von Lindi
- Ngonyani, Edwin (* 1959), tansanischer Politiker
- Ngor, Haing S. (1940–1996), kambodschanischer SchauspielerHaing S. Ngor (1940–1996)

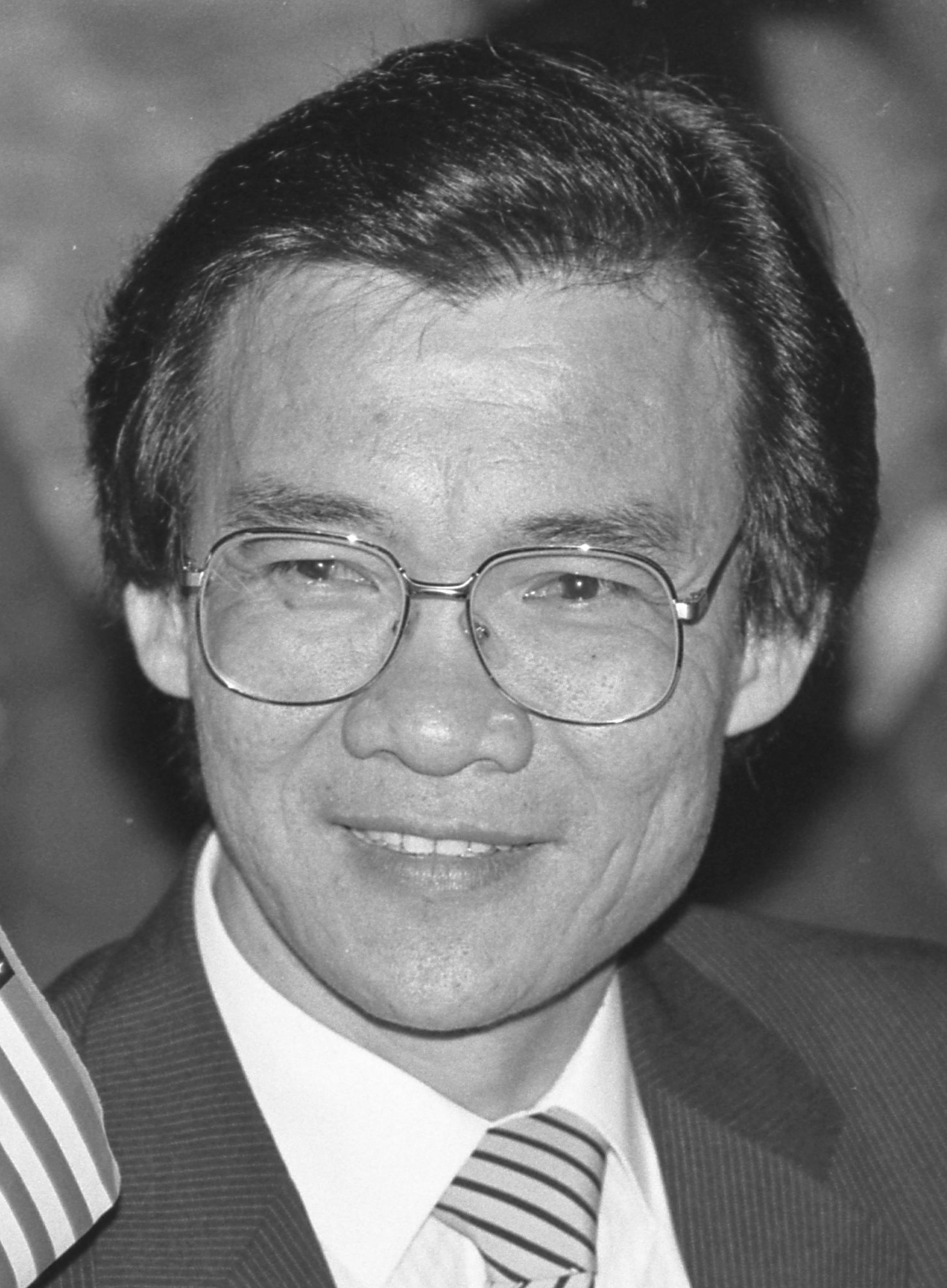
Haing S. Ngor (1940–1996)

- N’Goran, Claude (* 1975), ivorischer Tennisspieler
- N’Goran, Clément (* 1969), ivorischer Tennisspieler
- N’goran, Eugène Kouadio Djué, ivorischer Milizführer
- N'Goran, Gnamien Nehemie (* 1998), ivorischer Sprinter
- Ngorchen Könchog Lhündrub (1497–1557), 10. Abt des Ngor-Klosters
- Ngorchen Künga Sangpo (1382–1456), tibetischer Buddhist eines der drei tantrischen Zweige der Sakya-Tradition, Gründer des Ngor-Klosters
- Ngoriakl († 1972), Oberhäuptling von Koror
- Ngosso, Mireille (* 1980), Ärztin und österreichische Politikerin der Sozialdemokratischen Partei Österreichs (SPÖ)Mireille Ngosso (* 1980)

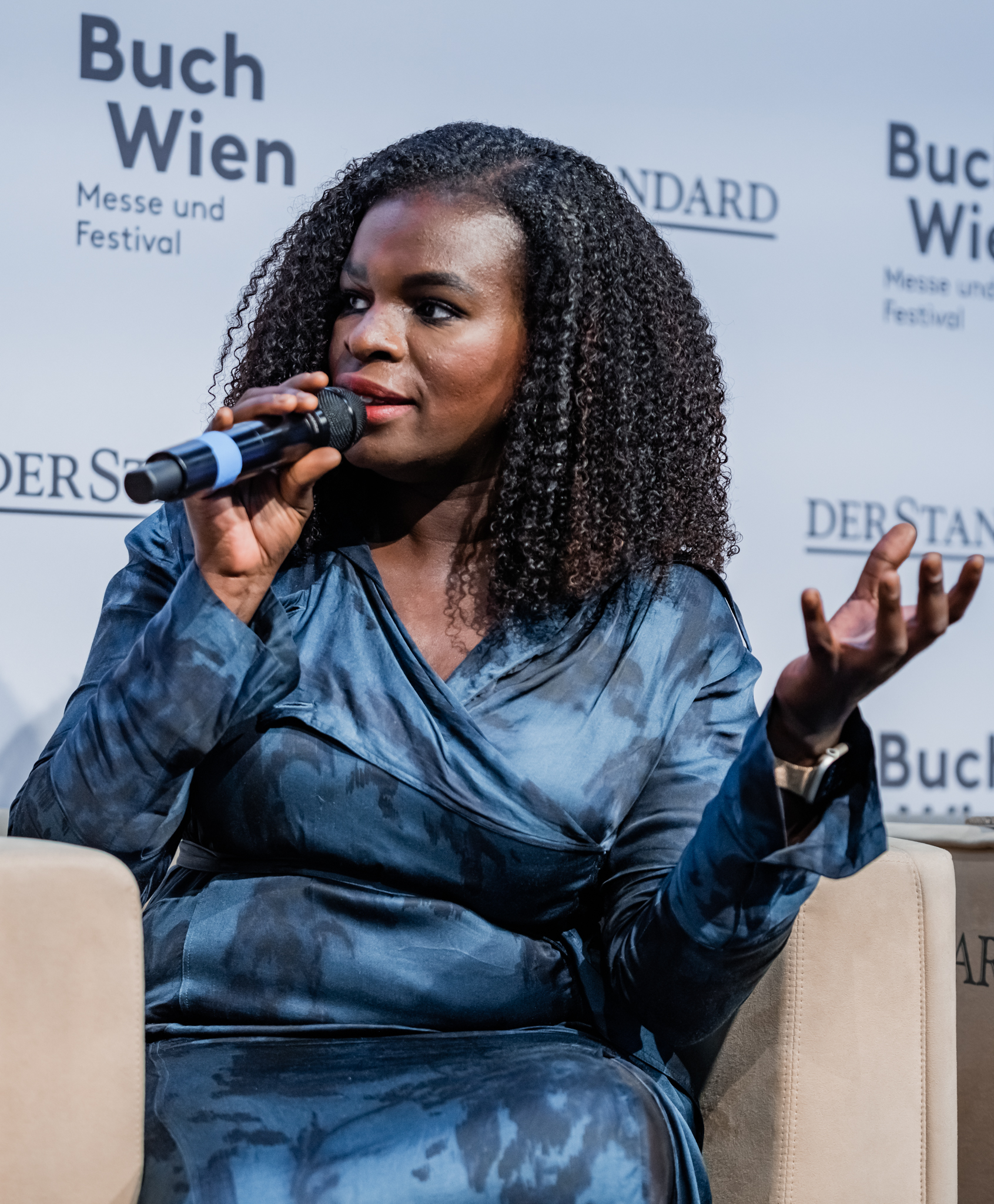
Mireille Ngosso (* 1980)

- Ngotho, Jane (* 1969), kenianische Langstreckenläuferin
- Ngotho, Margaret (* 1970), kenianische Leichtathletin
- Ngotsé, Viktoria (* 1989), deutsche Schauspielerin
- N’Gotty, Bruno (* 1971), französischer Fußballspieler
- Ngouabi, Clotilde (1940–2019), First Lady der Republik Kongo
- Ngouabi, Marien (1938–1977), kongolesischer Politiker, Präsident der Republik Kongo
- Ngouabi, Marien Michel (* 1980), kongolesischer Schwimmer (Republik Kongo)
- Ngouélondélé, Hugues (* 1961), kongolesischer Politiker, Bürgermeister von Brazzaville
- Ngoumba, René (* 1971), kamerunischer Radrennfahrer
- Ngoumou, Nathan (* 2000), französischer Fußballspieler
- Ngounou Djayo, Johann (* 2001), deutscher Fußballspieler
- N’Gounou, William (* 1983), nigrischer Fußballspieler
- Ngounoue, Clervie (* 2006), US-amerikanische TennisspielerinClervie Ngounoue (* 2006)

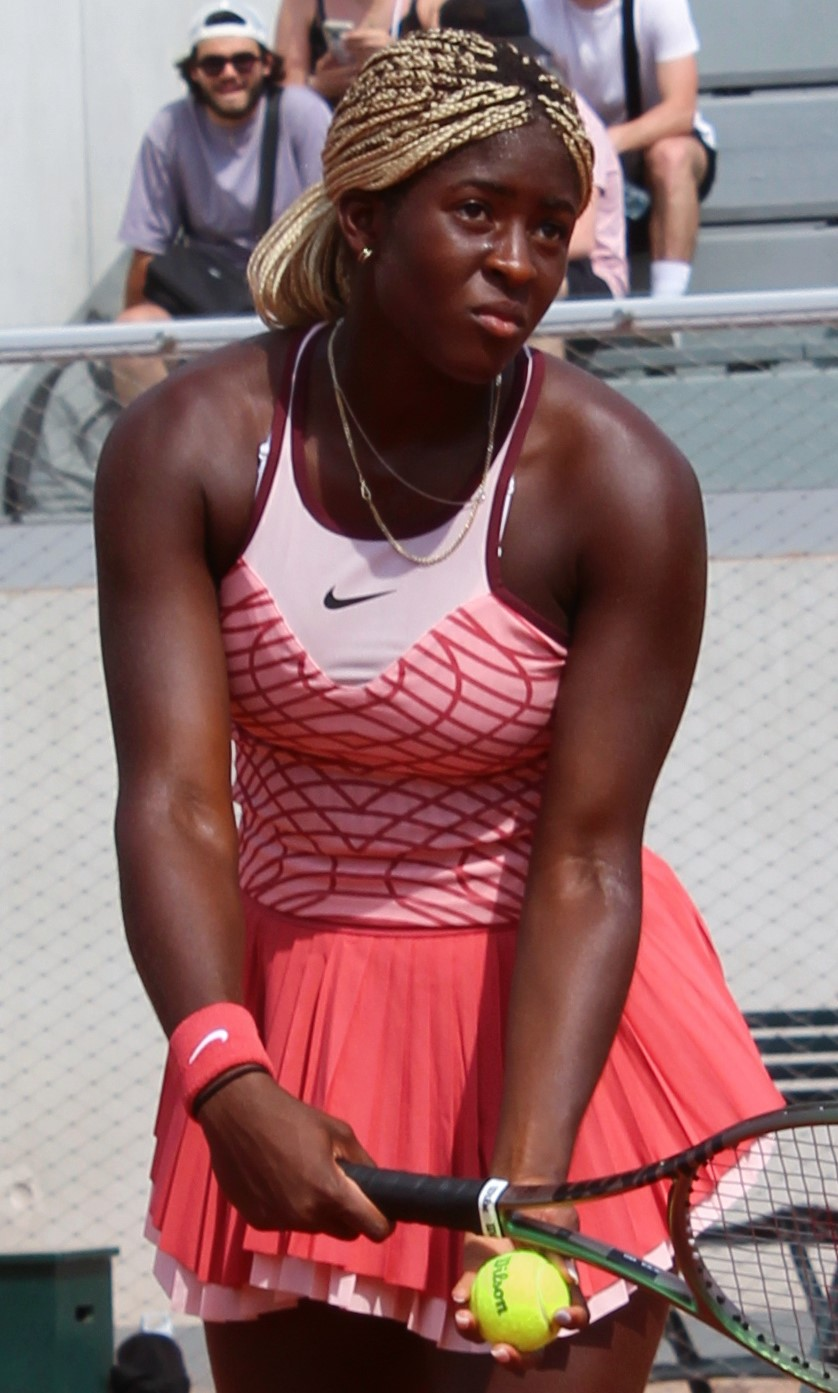
Clervie Ngounoue (* 2006)

- Ngoupandé, Jean-Paul (1948–2014), zentralafrikanischer Politiker
- Ngoura, Steve (* 2005), französisch-kamerunischer Fußballspieler
- Ngoy Katahwa, Nestor (* 1943), kongolesischer Geistlicher, emeritierter römisch-katholischer Bischof von Kolwezi
- Ngoy wa Mpanga, Oscar (* 1964), römisch-katholischer Bischof
- Ngoy, Julien (* 1997), belgischer Fußballspieler
- Ngoyagoye, Evariste (* 1942), burundischer Geistlicher, emeritierter römisch-katholischer Erzbischof von Bujumbura
- Ngoye Akamabi, Natacha (* 1993), kongolesische Sprinterin
- Ngoyi, Lilian (1911–1980), südafrikanische Politikerin
- Ngozi, Zibane (* 1992), botswanischer Sprinter
- Ngozo, Michelle (* 2000), südafrikanische Hochspringerin

### Ngq
- Ngqawana, Zim (1959–2011), südafrikanischer Jazzmusiker

### Ngr
- Ngrébada, Firmin (* 1968), zentralafrikanischer Politiker

### Ngu
- Ngu, Victor Anomah (1926–2011), kamerunischer Mediziner
- Ngu, Xia Jia (* 2000), malaysische Hochspringerin

#### Ngua
- Ngua Nam Thum, thailändischer König

#### Ngud
- Ngudikama, Emmanuel (* 1987), kongolesischer Fußballspieler

#### Ngue
- Ngue Ngock, Yves, kamerunischer Straßenradrennfahrer
- N’Guea, Jacques (1955–2022), kamerunischer Fußballspieler und Politiker
- Nguela, Charles (* 1989), Schweizer Stand-up-Comedian, Schweizer Kabarettist
- Nguema Bee, Miguel Angel (* 1969), äquatorialguineischer Ordensgeistlicher, römisch-katholischer Bischof von Ebebiyin
- Nguema Obiang Mangue, Teodoro (* 1969), äquatorialguineischer Politiker
- Nguema, Justo (* 1987), äquatorialguineischer Fußballspieler
- N’Guéma, Stéphane (* 1984), gabunisch-französischer Fußballspieler
- N’Guémo, Landry (1985–2024), kamerunischer Fußballspieler
- Nguendet, Alexandre-Ferdinand (* 1972), zentralafrikanischer Politiker
- N’Guessan, Jean (* 2003), ivorischer Fußballspieler
- N’Guessan, Koko (* 1990), ivorische Fußballspielerin
- N’Guessan, Nadège (* 1989), ivorischer Fußballspieler
- N’Guessan, Pascal Affi (* 1953), ivorischer Premierminister
- N’Guessan, Timothey (* 1992), französischer Handballspieler
- Nguette, Opa (* 1994), senegalesisch-französischer Fußballspieler
- Ngueukam, Ariel (* 1988), kamerunischer Fußballspieler

#### Ngug
- Ngugi, John (* 1962), kenianischer Langstreckenläufer und Olympiasieger

#### Ngui
- Ngui, Matthew (* 1962), singapurisch-australischer Konzeptkünstler
- Nguimbat, Aaron (* 1978), kamerunischer Fußballspieler
- Nguimgo, Mireille (* 1976), kamerunische Sprinterin

#### Ngul
- Ngulchu Ngawang Dorje (1720–1803), tibetischer Gelugpa-Mönch
- Ngulchu Yangchen Drubpai Dorje (1809–1887), tibetischer Gelehrter
- Nguleka, Evelyn (1970–2017), sambische Präsidentin des Weltbauernverbandes
- Ngulube, Dumisani (1969–2010), simbabwischer Jazzmusiker

#### Ngum
- N’gum, Alieu (* 1950), gambischer Politiker und Diplomat
- N’gum, Aminatta (* 1953), simbabwisch-gambische Richterin
- Ngum, Dawda (* 1990), gambischer Fußballspieler
- Ngumbi Ngengele, Willy (* 1965), burundischer Ordensgeistlicher und römisch-katholischer Bischof von Goma

#### Ngun
- Ngunzu, Jacob (* 1959), kenianischer Marathonläufer

#### Ngur
- Nguran, Joseph (* 1974), kenianischer Marathonläufer
- Ngurare, Elijah (* 1970), namibischer Politiker (SWAPO)

#### Ngut
- Ngute, Joseph Dion (* 1954), kamerunischer Politiker und PremierministerJoseph Dion Ngute (* 1954)

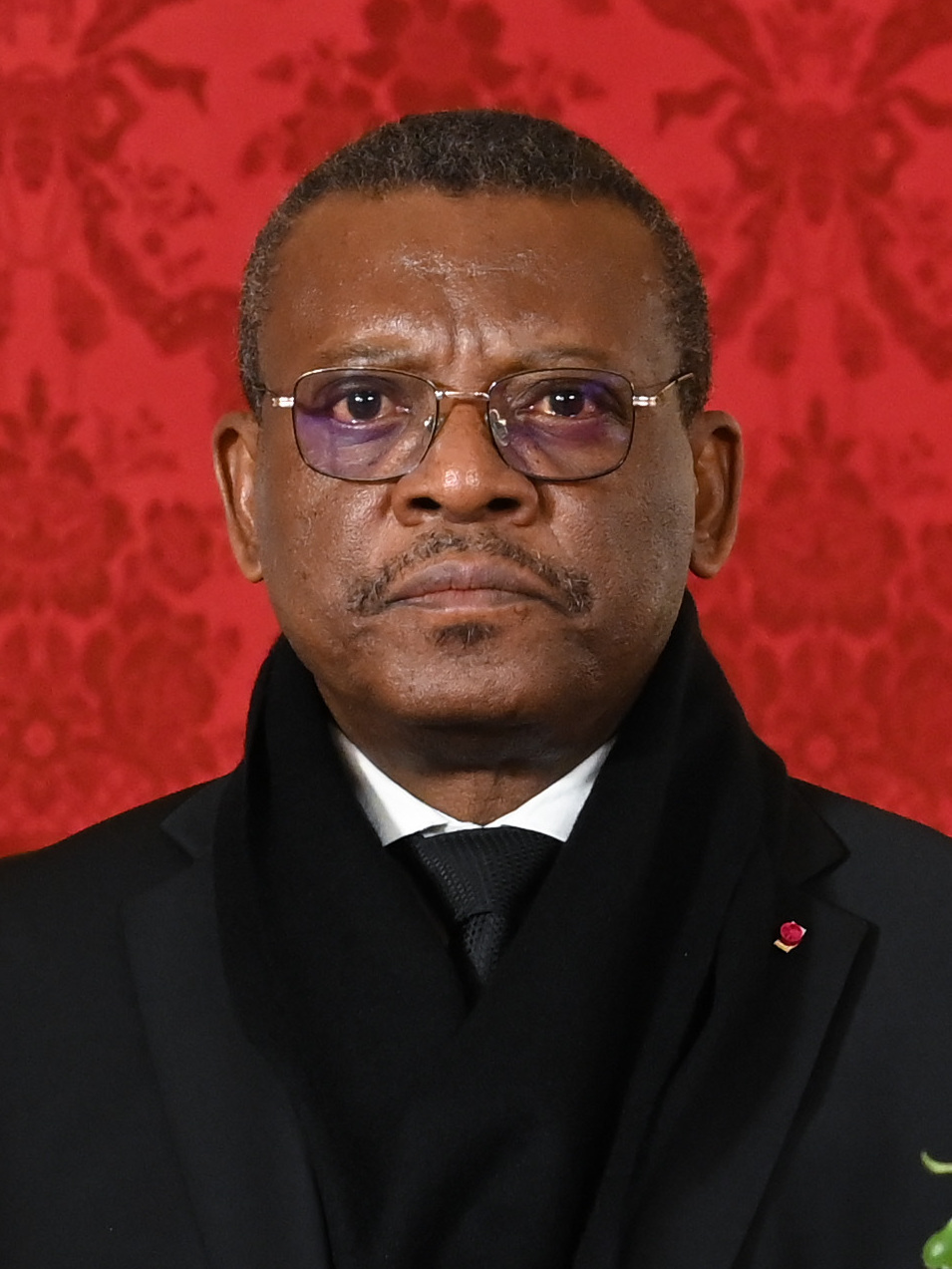
Joseph Dion Ngute (* 1954)

- Ngutra, Seno (* 1970), indonesischer Geistlicher, römisch-katholischer Bischof von Amboina

#### Nguv
- Nguvauva, Kahimemua († 1896), namibischer Führer
- Nguvauva, Munjuku II. (1923–2008), namibischer Häuptling

#### Nguy
- Ngụy, Thị Khanh (* 1976), vietnamesische Umweltaktivistin
- Nguy, Vincent, US-amerikanischer Badmintonspieler
- Nguyễn An Ninh (1900–1943), vietnamesischer Journalist

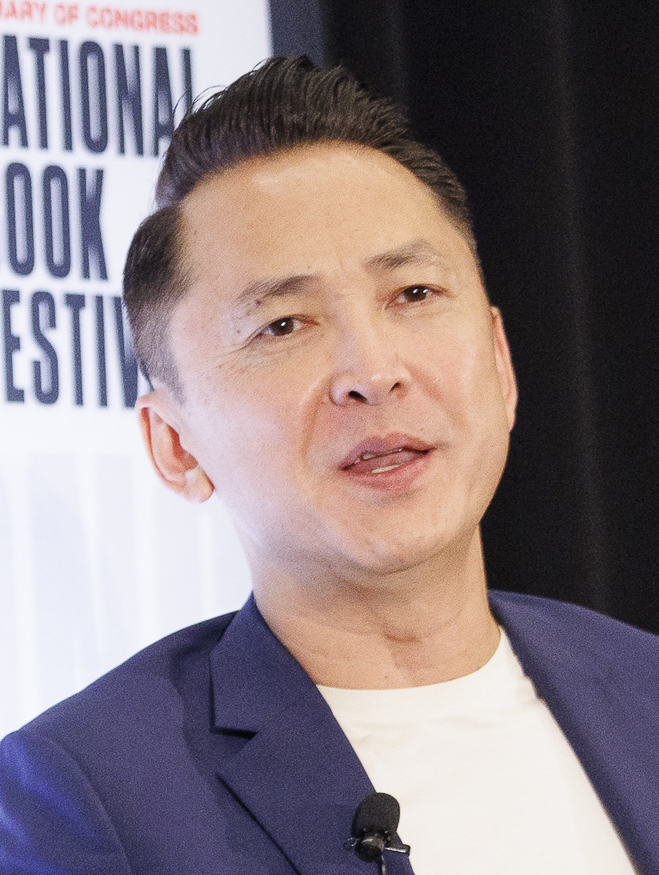
Viet Thanh Nguyen (* 1971)

- Nguyễn Anh Đức (* 1985), vietnamesischer Fußballspieler
- Nguyễn Anh Tuấn, Louis (* 1960), vietnamesischer Geistlicher, römisch-katholischer Bischof von Hà Tĩnh
- Nguyên Binh Tinh, Paul (1930–2023), vietnamesischer Ordensgeistlicher, römisch-katholischer Bischof von Đà Nẵng
- Nguyên Bùi Thị (* 2001), vietnamesische Hürdenläuferin
- Nguyễn Chí Linh, Joseph (* 1949), vietnamesischer Geistlicher, emeritierter römisch-katholischer Erzbischof von Huế
- Nguyên Chu Trinh, Dominique (* 1940), vietnamesischer Geistlicher, emeritierter römisch-katholischer Bischof von Xuân Lôc
- Nguyễn Đình Bắc (* 2004), vietnamesischer Fußballspieler
- Nguyễn Đình Thi (1924–2003), vietnamesischer Schriftsteller, Literaturwissenschaftler und Komponist
- Nguyễn Dữ, vietnamesischer Dichter
- Nguyễn Đức Cường, Joseph (* 1953), vietnamesischer Geistlicher, römisch-katholischer Bischof von Thanh Hóa
- Nguyễn Đức Hóa (* 1989), vietnamesischer Schachspieler
- Nguyễn Đức Sơn (* 1999), vietnamesischer Leichtathlet
- Nguyễn Đức Thuận (1916–1985), vietnamesischer Politiker und Autor
- Nguyễn Hoài Văn (* 1993), vietnamesischer Speerwerfer
- Nguyễn Hồng Sơn, Emmanuel (* 1952), vietnamesischer Geistlicher und römisch-katholischer Bischof von Bà Rịa
- Nguyễn Huệ (1752–1792), vietnamesischer General und zweiter Kaiser der Tây-Sơn-Dynastie
- Nguyễn Hùng Vị, Luy Gonzaga (* 1952), vietnamesischer Geistlicher, römisch-katholischer Bischof von Kontum
- Nguyễn Hữu Thọ (1910–1996), vietnamesischer kommunistischer Politiker
- Nguyễn Hữu Việt (1988–2022), vietnamesischer Schwimmer
- Nguyên Huu, Alphonse Long (* 1953), vietnamesischer Geistlicher, römisch-katholischer Bischof von Vinh
- Nguyễn Huỳnh Minh Huy (* 1987), vietnamesischer Schachspieler
- Nguyên Khác Ngu, Michel (1909–2009), vietnamesischer Geistlicher, römisch-katholischer Bischof von Long Xuyên, Vietnam
- Nguyễn Kim Sơn (* 1966), vietnamesischer Politiker, Hochschullehrer und Universitätspräsident
- Nguyễn Linh Na (* 1997), vietnamesische Siebenkämpferin
- Nguyễn Lữ († 1787), vietnamesischer Rebellenführer und König
- Nguyễn Mạnh Cầm (* 1929), vietnamesischer Politiker und Diplomat
- Nguyễn Mạnh Hiếu, Vincent (* 1966), kanadisch-vietnamesischer Geistlicher, Weihbischof in Toronto
- Nguyên Minh Nhât, Paul Marie (1926–2007), vietnamesischer Bischof von Xuân Lộc
- Nguyen Nang, Joseph (* 1953), vietnamesischer Geistlicher, römisch-katholischer Erzbischof von Ho-Chi-Minh-Stadt
- Nguyễn Ngọc Duy (* 1986), vietnamesischer Fußballspieler
- Nguyễn Ngọc Loan (1931–1998), südvietnamesischer General und Kriegsverbrecher
- Nguyen Ngoc Nhu Quynh (* 1979), vietnamesische Bloggerin, Aktivistin und Dissidentin
- Nguyễn Ngọc Thơ (1908–1976), südvietnamesischer Politiker
- Nguyễn Ngọc Trường Sơn (* 1990), vietnamesischer Schachspieler
- Nguyên Nhu Thê, Etienne (1935–2024), vietnamesischer Geistlicher, römisch-katholischer Erzbischof von Huế
- Nguyễn Phú Trọng (1944–2024), vietnamesischer PolitikerNguyễn Phú Trọng (1944–2024)

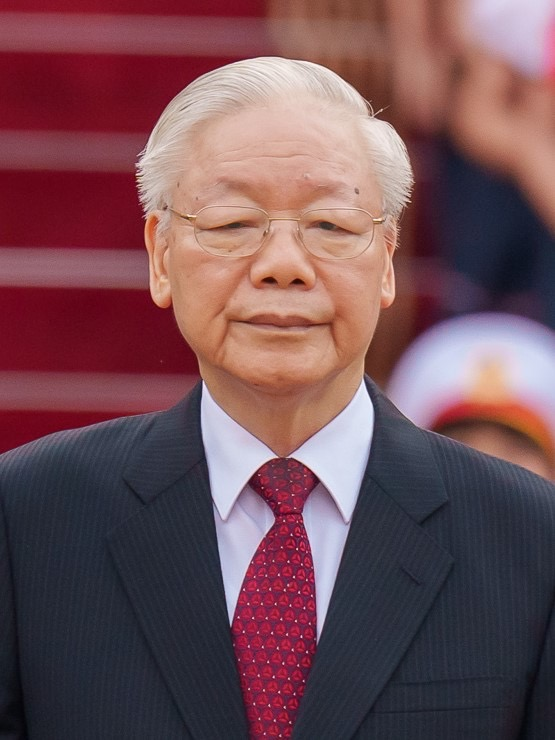
Nguyễn Phú Trọng (1944–2024)

- Nguyên Quang Sách, François Xavier (1925–2013), vietnamesischer Geistlicher, römisch-katholischer Bischof
- Nguyên Soan, Pierre (1936–2024), vietnamesischer Geistlicher, römisch-katholischer Bischof von Quy Nhơn
- Nguyễn Sơn Lâm, Barthélémy (1929–2003), vietnamesischer Ordensgeistlicher und Bischof
- Nguyễn Tấn Dũng (* 1949), vietnamesischer Premierminister
- Nguyen Tan Tuoc, Joseph (* 1958), vietnamesischer Geistlicher, römisch-katholischer Bischof von Phú Cường
- Nguyen Tan, Lucie (* 2003), französische Tennisspielerin
- Nguyên Thai Hop, Paul (* 1945), vietnamesischer Ordensgeistlicher, emeritierter römisch-katholischer Bischof von Hà Tĩnh
- Nguyễn Thanh Bình (* 2000), vietnamesischer Fußballspieler
- Nguyên Thanh Hoan, Paul (1939–2014), vietnamesischer Geistlicher, römisch-katholischer Bischof von Phan Thiết
- Nguyễn Thị Bắc (* 1986), vietnamesische Leichtathletin
- Nguyễn Thị Định (1920–1992), Generalin der Vietnamesischen Volksarmee während des Vietnamkriegs und Vizepräsidentin Vietnams
- Nguyễn Thị Hằng (* 1997), vietnamesische Sprinterin
- Nguyễn Thị Hồng Thường (* 1997), vietnamesische Diskuswerferin
- Nguyễn Thị Hương (* 2001), vietnamesische Dreispringerin
- Nguyễn Thị Huyền (* 1993), vietnamesische Leichtathletin
- Nguyễn Thị Mai Hưng (* 1994), vietnamesische Schachspielerin
- Nguyễn Thị Ngọc Thắm (* 1984), vietnamesische Hochspringerin und Sprinterin
- Nguyễn Thị Oanh (* 1995), vietnamesische Leichtathletin
- Nguyễn Thị Oanh (* 1996), vietnamesische Leichtathletin
- Nguyễn Thị Thắm (* 1990), vietnamesische Leichtathletin
- Nguyễn Thị Thu Hà (* 2002), vietnamesische Leichtathletin
- Nguyễn Thị Trúc Mai (* 1997), vietnamesische Weitspringerin
- Nguyên Tich Duc, Joseph (1938–2011), vietnamesischer Geistlicher und römisch-katholischer Bischof
- Nguyễn Tiến Linh (* 1997), vietnamesischer Fußballspieler
- Nguyễn Tiến Trọng (* 1997), vietnamesischer Weitspringer
- Nguyễn Trãi (1380–1442), vietnamesischer konfuzianischer Gelehrter, Politiker, Stratege und Dichter
- Nguyễn Trung Cường (* 2000), vietnamesischer Leichtathlet
- Nguyên Van Ban, Vincent (* 1956), vietnamesischer Geistlicher, römisch-katholischer Bischof von Hải Phòng
- Nguyễn Văn Châu (* 1940), südvietnamesischer Radrennfahrer
- Nguyễn Văn Đài (* 1969), vietnamesischer Rechtsanwalt, Menschenrechtsaktivist
- Nguyên Van Dê, Pierre (* 1946), vietnamesischer Ordensgeistlicher und emeritierter römisch-katholischer Bischof von Thái Bình
- Nguyễn Văn Diệp, Raphaël (1926–2007), vietnamesischer Geistlicher, römisch-katholischer Bischof des vietnamesischen Bistums Vĩnh Long
- Nguyên Van Hòa, Paul (1931–2017), vietnamesischer Geistlicher, römisch-katholischer Diözesanbischof
- Nguyễn Văn Hùng (* 1961), vietnamesischer Politiker
- Nguyễn Văn Hùng (* 1989), vietnamesischer Leichtathlet
- Nguyên Van Kham, Pierre (* 1952), vietnamesischer Geistlicher, Bischof von Mỹ Tho
- Nguyễn Văn Khoi (* 1935), südvietnamesischer Radrennfahrer
- Nguyên Van Khôi, Matthieu (* 1951), vietnamesischer Priester, Bischof von Quy Nhơn
- Nguyễn Văn Lai (* 1986), vietnamesischer Leichtathlet
- Nguyễn Văn Lém († 1968), Mitglied der Vietcong
- Nguyễn Văn Linh (1915–1998), vietnamesischer Politiker
- Nguyễn Van Manh, Dominic (* 1955), vietnamesischer Geistlicher und römisch-katholischer Bischof von Đà Lạt
- Nguyên Van Mâu, Jacques (1914–2013), vietnamesischer Geistlicher, römisch-katholischer Bischof von Vĩnh Long
- Nguyên Van Nam, André (1922–2006), vietnamesischer Bischof von Mỹ Tho
- Nguyễn Văn Nên (* 1957), vietnamesischer Politiker
- Nguyễn Văn Ngan (* 1927), südvietnamesischer Radrennfahrer
- Nguyễn Văn Nhieu, südvietnamesischer Radrennfahrer
- Nguyên Van Nho, Pierre (1937–2003), vietnamesischer Geistlicher, Koadjutorbischof von Nha Trang
- Nguyễn Văn Nhơn, Pierre (* 1938), vietnamesischer Geistlicher, emeritierter römisch-katholischer Erzbischof von Hanoi und Kardinal
- Nguyên Van Sang, François Xavier (1932–2017), vietnamesischer Geistlicher, römisch-katholischer Bischof von Thái Bình
- Nguyên Van Tân, Thomas (1940–2013), vietnamesischer Geistlicher, römisch-katholischer Bischof von Vĩnh Long
- Nguyên Van Thien, Antoine (1906–2012), vietnamesischer Geistlicher, römisch-katholischer Bischof von Vĩnh Long
- Nguyên Van Thuân, François Xavier (1928–2002), vietnamesischer Geistlicher, Erzbischof von Saigon und Kurienkardinal der römisch-katholischen Kirche
- Nguyễn Văn Toàn (* 1996), vietnamesischer Fußballspieler
- Nguyễn Văn Tốt, Pierre (* 1949), vietnamesischer Geistlicher, römisch-katholischer Erzbischof, Diplomat des Heiligen Stuhls
- Nguyên Van Trâm, Thomas (* 1942), vietnamesischer Geistlicher und emeritierter römisch-katholischer Bischof von Ba Ria
- Nguyên Van Yến, Joseph (* 1942), vietnamesischer Geistlicher, emeritierter Bischof von Phát Diệm
- Nguyên Văn, Pierre Viên (* 1965), vietnamesischer Geistlicher, römisch-katholischer Weihbischof in Vinh
- Nguyễn Xuân Thiều (* 1930), vietnamesischer Schriftsteller
- Nguyen, Anasztázia (* 1993), ungarische Sprinterin
- Nguyễn, Anh Dũng (* 1976), vietnamesischer Schachspieler
- Nguyễn, Anh Khôi (* 2002), vietnamesischer Schachspieler
- Nguyen, Anna (* 1990), deutsche Politikerin der Alternative für Deutschland (AfD)
- Nguyen, Augustine Hoa (1908–1989), chinesischer katholischer Pfarrer und Führer einer Militäreinheit
- Nguyễn, Bá Cẩn (1930–2009), südvietnamesischer Politiker
- Nguyen, Bee (* 1981), US-amerikanische Politikerin (Demokratische Partei), Mitglied im Repräsentantenhaus von Georgia
- Nguyễn, Bình (1904–1951), vietnamesischer General und Guerillakämpfer
- Nguyễn, Bỉnh Khiêm (1491–1585), vietnamesischer Gelehrter und Dichter
- Nguyễn, Cao Kỳ (1930–2011), südvietnamesischer General und PolitikerNguyễn Cao Kỳ (1930–2011)

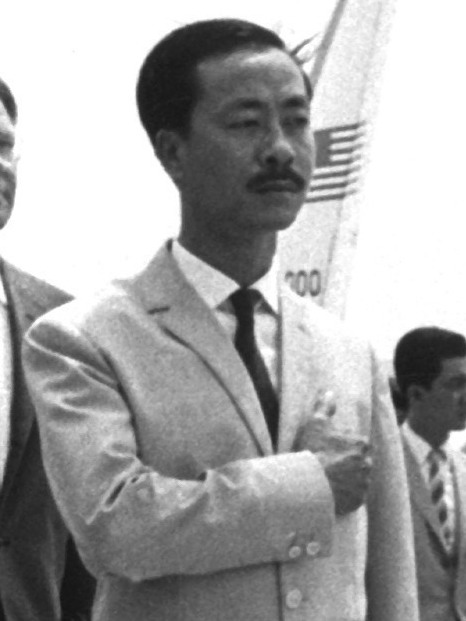
Nguyễn Cao Kỳ (1930–2011)

- Nguyen, Carol, vietnamesisch-kanadische Filmemacherin
- Nguyen, Caroline Guiela (* 1981), französische Autorin und Theaterregisseurin sowie Intendantin des Théâtre national de Strasbourg
- Nguyễn, Chí Thanh (1914–1967), vietnamesischer General und Guerillakämpfer
- Nguyen, Christine (* 1980), US-amerikanische Schauspielerin und Model
- Nguyen, Christopher (* 1988), deutscher Fußballspieler
- Nguyễn, Cơ Thạch (1921–1998), vietnamesischer Politiker
- Nguyễn, Công Phượng (* 1995), vietnamesischer Fußballspieler
- Nguyễn, Công Trứ (1778–1858), vietnamesischer Mandarin und Literat
- Nguyen, Dan Que (* 1942), vietnamesischer Arzt und Demokratie-Aktivist
- Nguyen, Dan Thy (* 1984), deutscher Regisseur, Schauspieler, Essayist und Sänger vietnamesischer Abstammung
- Nguyen, Daniel (* 1990), US-amerikanischer Tennisspieler
- Nguyen, Dat (* 1975), US-amerikanischer American-Football-Spieler
- Nguyen, Desiree, US-amerikanische Handball- und Beachhandballspielerin
- Nguyễn, Đình Triệu (* 1991), vietnamesischer Fußballtorhüter
- Nguyễn, Dominic Tuan Anh (* 1972), vietnamesischer römisch-katholischer Geistlicher, Weihbischof in Xuân Lộc
- Nguyễn, Du (1765–1820), vietnamesischer Dichter und Schriftsteller
- Nguyễn, Đức Anh Chiến (* 1983), vietnamesischer Karambolagespieler
- Nguyễn, Đức Mộc (1913–2009), vietnamesischer Kampfkünstler, Begründer der vietnamesischen Kampfkunst Võ Vietnam
- Nguyen, Dustin (* 1962), US-amerikanischer Schauspieler vietnamesischer HerkunftDustin Nguyen (* 1962)

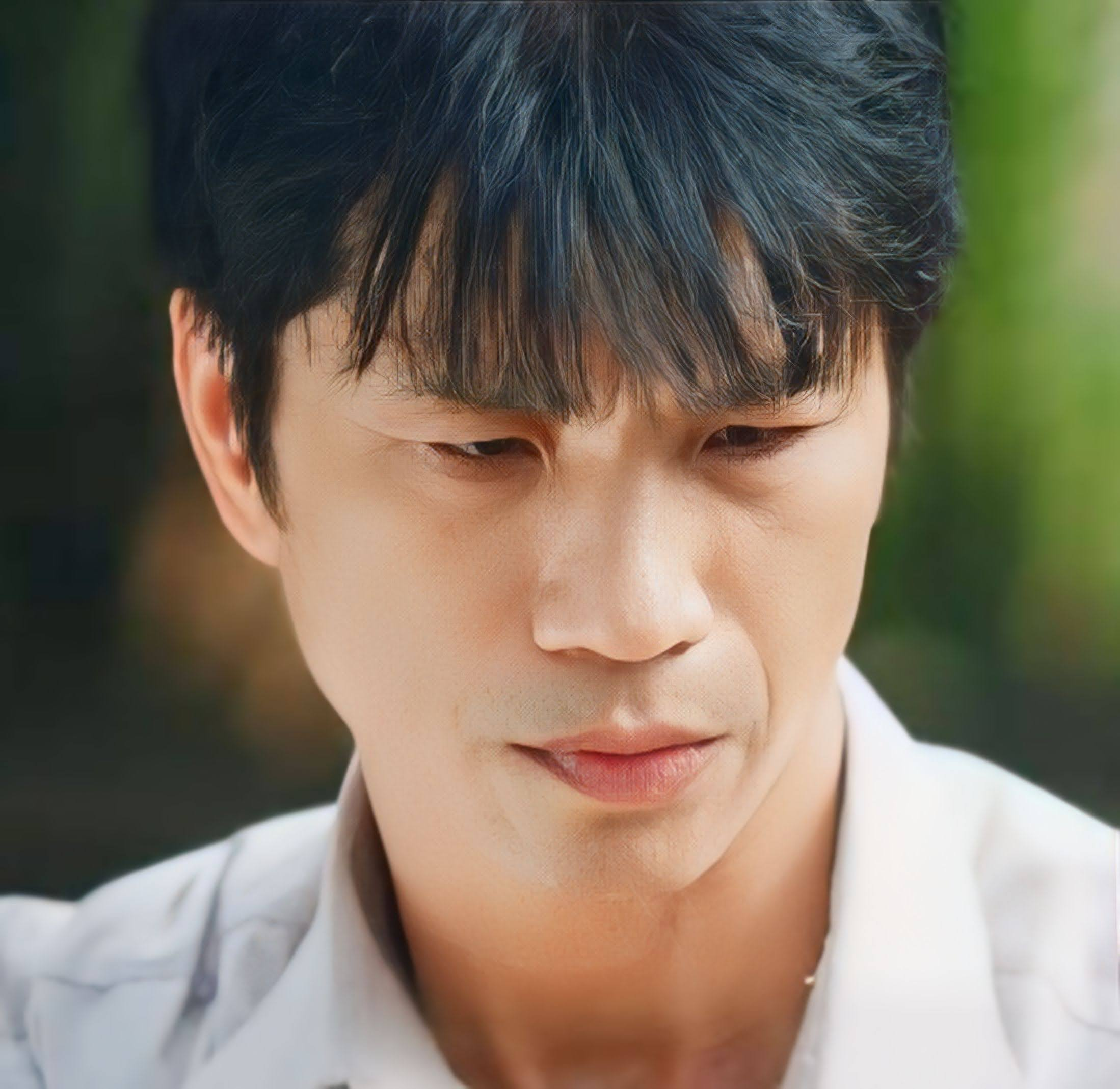
Dustin Nguyen (* 1962)

- Nguyen, Dustin (* 1976), vietnamesischer Comiczeichner
- Nguyễn, Duy Trinh (1910–1985), vietnamesischer Politiker
- Nguyen, Gaston (* 2008), deutscher Basketballspieler
- Nguyễn, Hoàng Hải (* 1986), vietnamesischer Badmintonspieler
- Nguyễn, Hoàng Lam (* 1980), vietnamesischer Xiangqi-Spieler
- Nguyễn, Hồng Quang, vietnamesischer Rechtsanwalt, Bürgerrechtler und mennonitischer Prediger
- Nguyen, Huu Phuc (* 1976), vietnamesisch-deutscher Humangenetiker
- Nguyễn, Huy Hoàng (* 1981), vietnamesischer Fußballspieler
- Nguyễn, Huy Hoàng (* 2000), vietnamesischer Schwimmer
- Nguyễn, Huy Thiệp (1950–2021), vietnamesischer Schriftsteller
- Nguyen, Jacqueline (* 1965), US-amerikanische Bundesrichterin
- Nguyen, James (* 1966), vietnamesisch-amerikanischer Filmregisseur und Produzent
- Nguyen, John Baptist Huy Bac (* 1967), vietnamesischer römisch-katholischer Geistlicher, Bischof von Ban Mê Thuột
- Nguyễn, Johnny Trí (* 1974), vietnamesisch-amerikanischer Schauspieler und Kampfkünstler
- Nguyen, Joseph Phuong (* 1957), vietnamesischer Geistlicher, römisch-katholischer Bischof von Kamloops
- Nguyễn, Khải (1930–2008), vietnamesischer Schriftsteller
- Nguyễn, Khánh (1927–2013), südvietnamesischer General und PolitikerNguyễn Khánh (1927–2013)

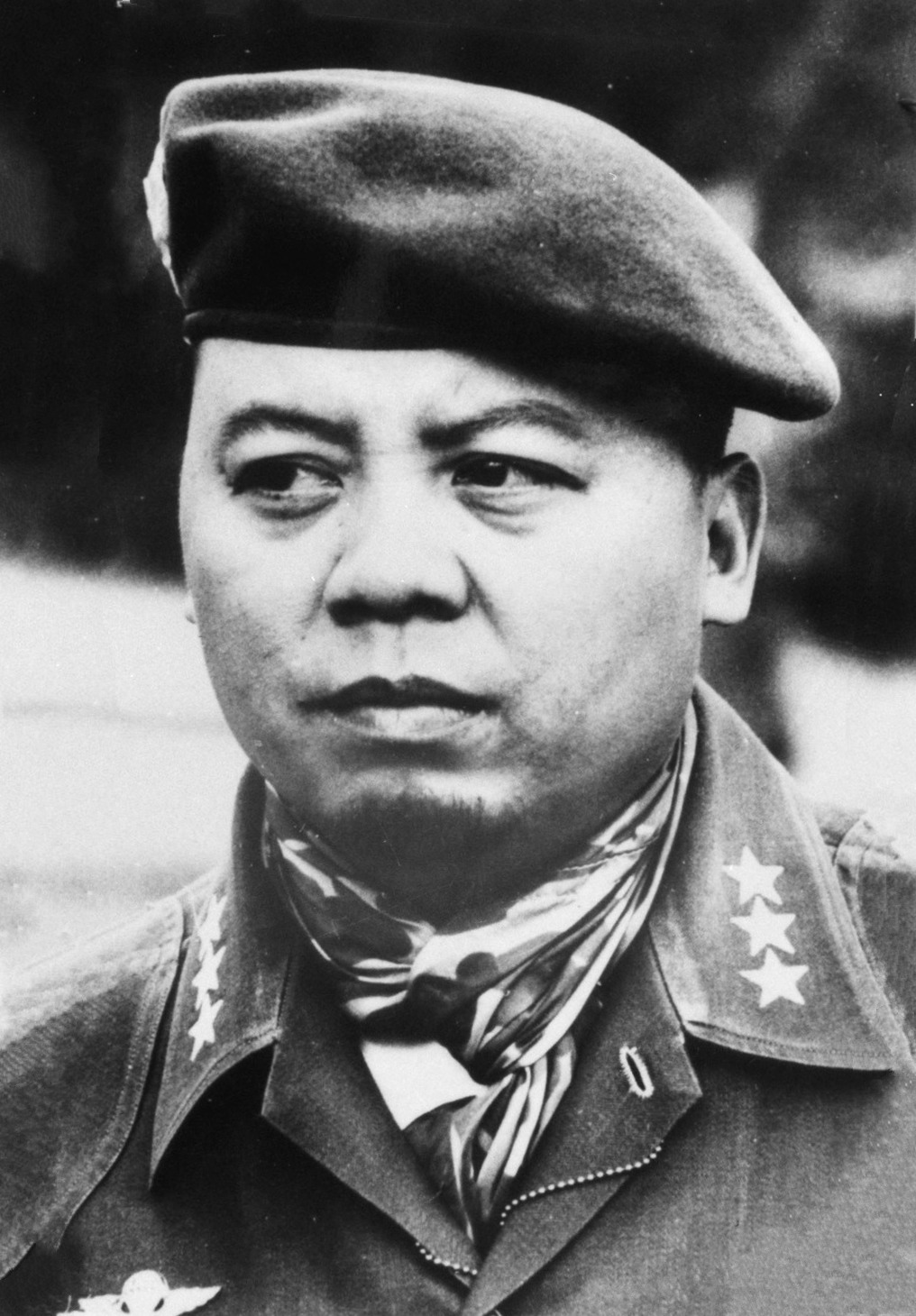
Nguyễn Khánh (1927–2013)

- Nguyễn, Kiến (* 1933), vietnamesischer Schriftsteller
- Nguyễn, Kim (1467–1545), vietnamesischer Mandarin und Staatsmann
- Nguyen, Kim (* 1974), kanadischer Filmregisseur, Drehbuchautor und Filmproduzent
- Nguyen, Lee (* 1986), US-amerikanischer Fußballspieler vietnamesischer Abstammung
- Nguyễn, Lộc (1912–1960), vietnamesischer Kampfkünstler, Begründer der vietnamesischen Kampfkunst Vovinam Viêt Võ Dao
- Nguyen, Madison, US-amerikanische Politikerin (Demokratische Partei)
- Nguyen, Marcel (* 1987), deutscher KunstturnerMarcel Nguyen (* 1987)

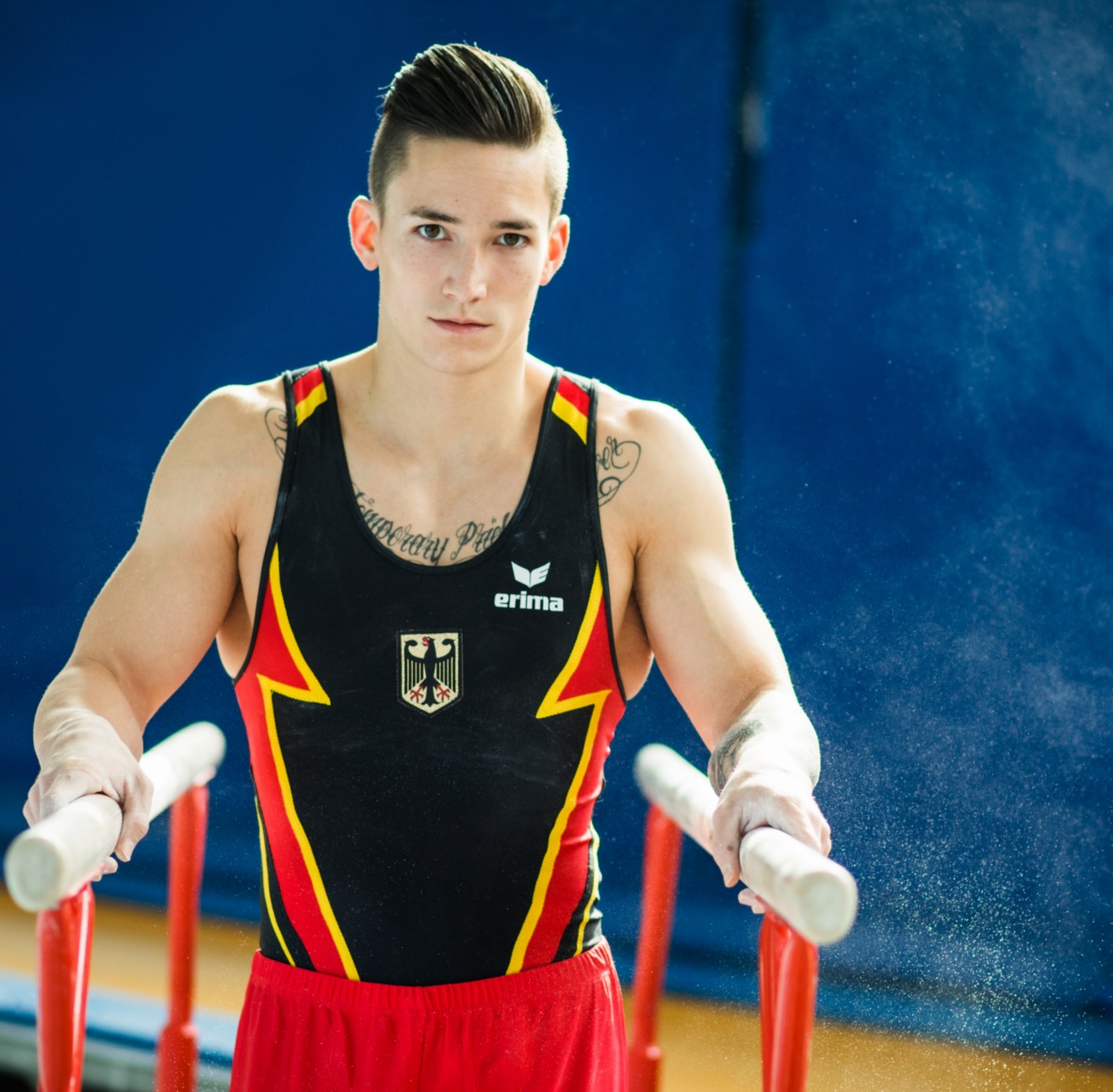
Marcel Nguyen (* 1987)

- Nguyen, Martin (* 1980), österreichischer Regisseur vietnamesischer Herkunft
- Nguyen, Mayko (* 1980), kanadische Schauspielerin
- Nguyen, Men (* 1954), vietnamesisch-amerikanischer Pokerspieler
- Nguyễn, Michal (* 1989), tschechisch-vietnamesischer Fußballspieler
- Nguyễn, Minh Phương (* 1980), vietnamesischer Fußballspieler
- Nguyen, Minh Son (* 1970), Schweizer Jurist und Hochschullehrer
- Nguyễn, Minh Triết (* 1942), vietnamesischer Politiker, Präsident der Sozialistischen Republik Vietnam
- Nguyen, Nam (* 1998), kanadischer Eiskunstläufer
- Nguyen, Nam Duy (* 1996), deutscher Politiker (Die Linke)
- Nguyen, Ngoc Tu (* 1976), vietnamesische Schriftstellerin
- Nguyễn, Paul Quang Đĩnh (* 1973), vietnamesischer römisch-katholischer Geistlicher, Weihbischof in Hưng Hóa
- Nguyen, Paulina (* 1990), US-amerikanische Schauspielerin und Model
- Nguyễn, Peter Hùng Văn (* 1958), vietnamesisch-australischer römisch-katholischer Priester und Menschenrechtsaktivist in Taiwan
- Nguyễn, Phan Long (1889–1960), vietnamesischer Politiker und Publizist
- Nguyễn, Phan Quế Mai (* 1973), vietnamesische Dichterin und Romanautorin
- Nguyễn, Phúc Lan (1601–1648), Dritter Nguyễn-Fürst
- Nguyễn, Phúc Tần (1620–1687), Vierter Nguyễn-Fürst
- Nguyễn, Phúc Trăn (1650–1691), Fünfter Nguyễn-Fürst
- Nguyễn, Phúc Trú (1697–1738), Siebter Nguyễn-Fürst
- Nguyễn, Quang Hải (* 1997), vietnamesischer Fußballspieler
- Nguyễn, Quang Minh (* 1982), vietnamesischer Badmintonspieler
- Nguyen, Qui (* 1977), US-amerikanischer Pokerspieler
- Nguyễn, Quốc Nguyện (* 1982), vietnamesischer Karambolagespieler
- Nguyen, Rob (* 1980), australischer Rennfahrer
- Nguyen, Scotty (* 1962), vietnamesisch-amerikanischer PokerspielerScotty Nguyen (* 1962)

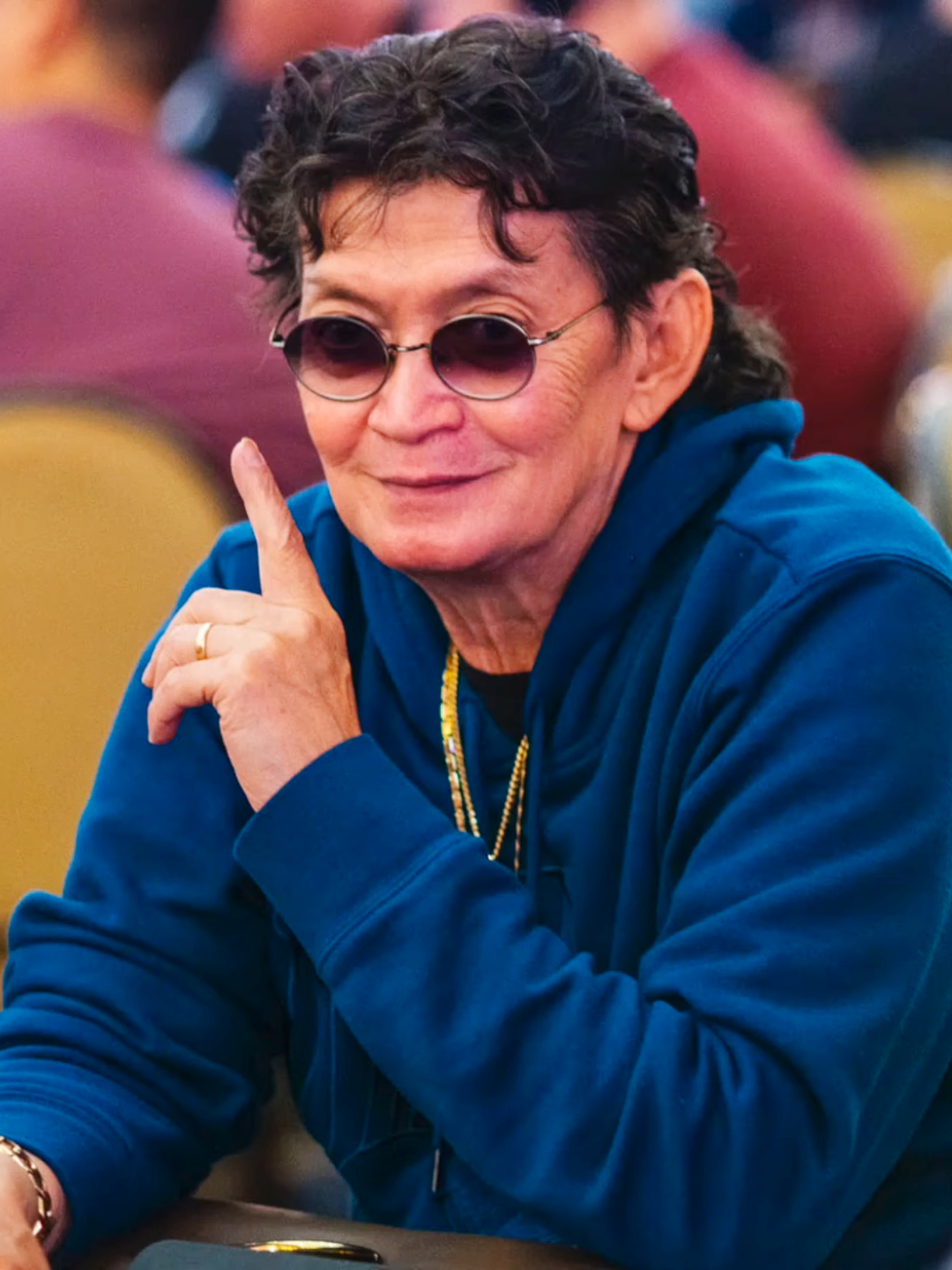
Scotty Nguyen (* 1962)

- Nguyen, Stephanie (* 1986), dänische Tänzerin, Choreografin und Schauspielerin
- Nguyen, Thai Dai Van (* 2001), tschechischer Schachspieler
- Nguyễn, Thái Học (* 1902), vietnamesischer Revolutionär und Parteigründer
- Nguyen, Thang Duc, deutscher Pokerspieler
- Nguyen, Thanh Thai (* 1953), vietnamesisch-US-amerikanischer Geistlicher, römisch-katholischer Weihbischof in Orange in California
- Nguyen, Thanh-Huyen (* 2002), deutsche Schauspielerin
- Nguyen, The Phuong (* 1930), vietnamesischer Schriftsteller
- Nguyễn, Thị Bích Thùy (* 1994), vietnamesische Fußballspielerin
- Nguyễn, Thị Bình (* 1927), vietnamesische Politikerin
- Nguyễn, Thị Kim Ngân (* 1954), vietnamesische Lehrerin und Politikerin
- Nguyễn, Thị Kim Thư (* 1985), vietnamesische Handballspielerin
- Nguyễn, Thị Minh Khai (1910–1941), vietnamesische Aktivistin der Kommunistischen Partei Vietnams in Französisch-Indochina
- Nguyễn, Thị Mỹ Anh (* 1994), vietnamesische Fußballspielerin
- Nguyễn, Thị Ngọc (* 2002), vietnamesische Sprinterin
- Nguyễn, Thị Sen (* 1991), vietnamesische Badmintonspielerin
- Nguyễn, Thị Thanh Nhã (* 2001), vietnamesische Fußballspielerin
- Nguyễn, Thị Thật (* 1993), vietnamesische Radsportlerin
- Nguyễn, Thị Thu Phương (* 1991), vietnamesische Leichtathletin
- Nguyễn, Thị Thúy Hằng (* 1997), vietnamesische Fußballspielerin
- Nguyễn, Thị Tuyết Dung (* 1993), vietnamesische Fußballspielerin
- Nguyen, Thinh Xuan (* 1973), vietnamesisch-australischer römisch-katholischer Geistlicher, Weihbischof in Melbourne
- Nguyen, Thuc Phuong (* 2003), deutsche Badmintonspielerin
- Nguyễn, Thùy Linh (* 1997), vietnamesische Badmintonspielerin
- Nguyễn, Tiến Minh (* 1983), vietnamesischer Badmintonspieler
- Nguyen, Tram (* 1986), US-amerikanische Politikerin (Demokratische Partei)
- Nguyen, Tristan (* 1969), deutscher Wirtschaftswissenschaftler
- Nguyên, Trong Anh (* 1935), französischer Chemiker
- Nguyễn, Tuấn Anh (* 1995), vietnamesischer Fußballspieler
- Nguyễn, Văn Bổng (1921–2001), vietnamesischer Schriftsteller
- Nguyễn, Văn Hiệu (1938–2022), vietnamesischer Physiker, Kernphysiker und Hochschullehrer
- Nguyễn, Văn Hinh (1915–2004), französisch-vietnamesischer Luftwaffengeneral
- Nguyễn, Văn Lý (* 1946), römisch-katholischer Priester, vietnamesischer Dissident
- Nguyễn, Văn Tâm (1893–1990), vietnamesischer Politiker
- Nguyễn, Văn Thiệu (1923–2001), südvietnamesischer General und Präsident
- Nguyễn, Văn Thinh (1888–1946), vietnamesischer Arzt und Politiker
- Nguyen, Van Toan (1915–2009), vietnamesischer Schriftsteller, Roman-, Sachbuch-, Gedichts- und Kurzgeschichtenautor
- Nguyễn, Văn Tú (1963–1992), vietnamesischer Vertragsarbeiter
- Nguyễn, Văn Tường (1824–1886), vietnamesischer Mandarin
- Nguyen, Van Tuong (1980–2005), australischer Drogenschmuggler
- Nguyễn, Văn Vĩnh (1882–1936), vietnamesischer frankophoner Publizist
- Nguyễn, Văn Xuân (1892–1989), französisch-vietnamesischer General und Politiker
- Nguyen, Viet Thanh (* 1971), vietnamesisch-US-amerikanischer Sozialwissenschaftler und SchriftstellerViet Thanh Nguyen (* 1971)
- Nguyễn, Vũ Phong (* 1985), vietnamesischer Fußballspieler
- Nguyen, Xuan Huy (* 1976), vietnamesischer, in Deutschland lebender Maler
- Nguyễn, Xuân Phúc (* 1954), vietnamesischer Politiker
- Nguyen-Chi, Thuy-Han (* 1988), deutsche Künstlerin und Filmemacherin
- Nguyen-Kim, Mai Thi (* 1987), deutsche Chemikerin, Wissenschaftsjournalistin, Fernsehmoderatorin, Autorin und WebvideoproduzentinMai Thi Nguyen-Kim (* 1987)

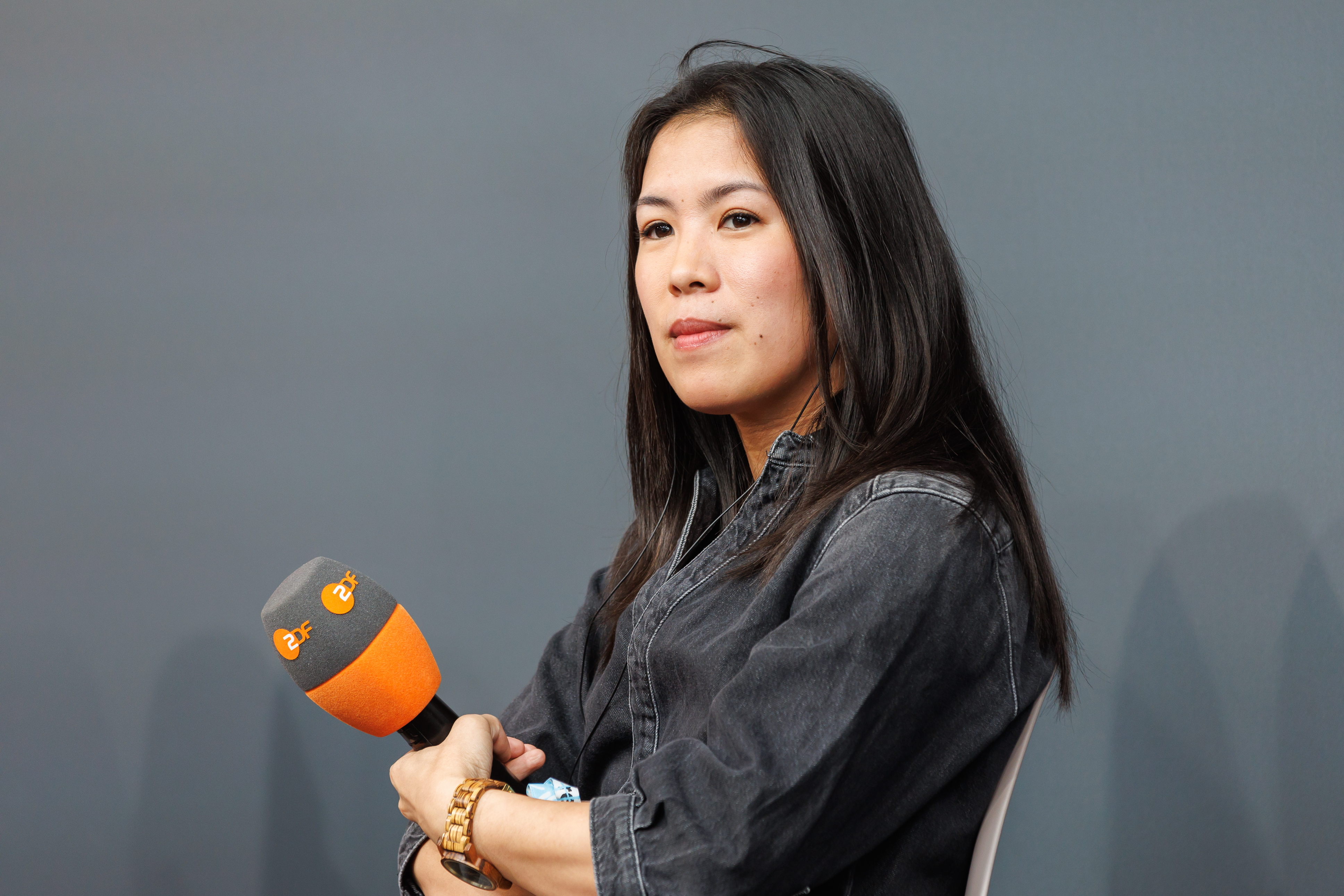
Mai Thi Nguyen-Kim (* 1987)

- Nguyen-Nhu, Maria (* 1976), deutsche Pianistin, Klavierpädagogin und Klassik-DJ

#### Nguz
- Nguza Karl-I-Bond (1938–2003), kongolesischer Premierminister (Zaire)
- Nguzana, Lucky (* 1991), südafrikanischer Fußballspieler

### Ngw
- Ngwa, Blaise (* 1982), kamerunischer Fußballschiedsrichter
- Ngwale, Kinjikitile († 1905), tansanischer Heiler und Vorbereiter des Maji-Maji-Aufstands
- Ngwane III. († 1780), König von Swasiland (–1780)
- Ngwane V. (1876–1899), König von Swasiland (1895–1899)
- Ngwang, Cathreen, kamerunische Leichtathletin
- Ngwat-Mahop, Louis (* 1987), kamerunischer Fußballspieler
- Ngwele, Jay (* 1973), vanuatuischer Politiker
- Ngwenya, Joseph (* 1981), simbabwischer Fußballspieler
- Ngwenya, Kieran (* 2002), malawischer Fußballspieler
- Ngwenya, Malangatana (1936–2011), mosambikanischer Maler, Bildhauer und Dichter
- Ngwenyama, Nokuthula (* 1976), US-amerikanische Geigerin und Bratschistin
- Ngwigwa, Obakeng (* 1985), botswanischer Sprinter